# Płock

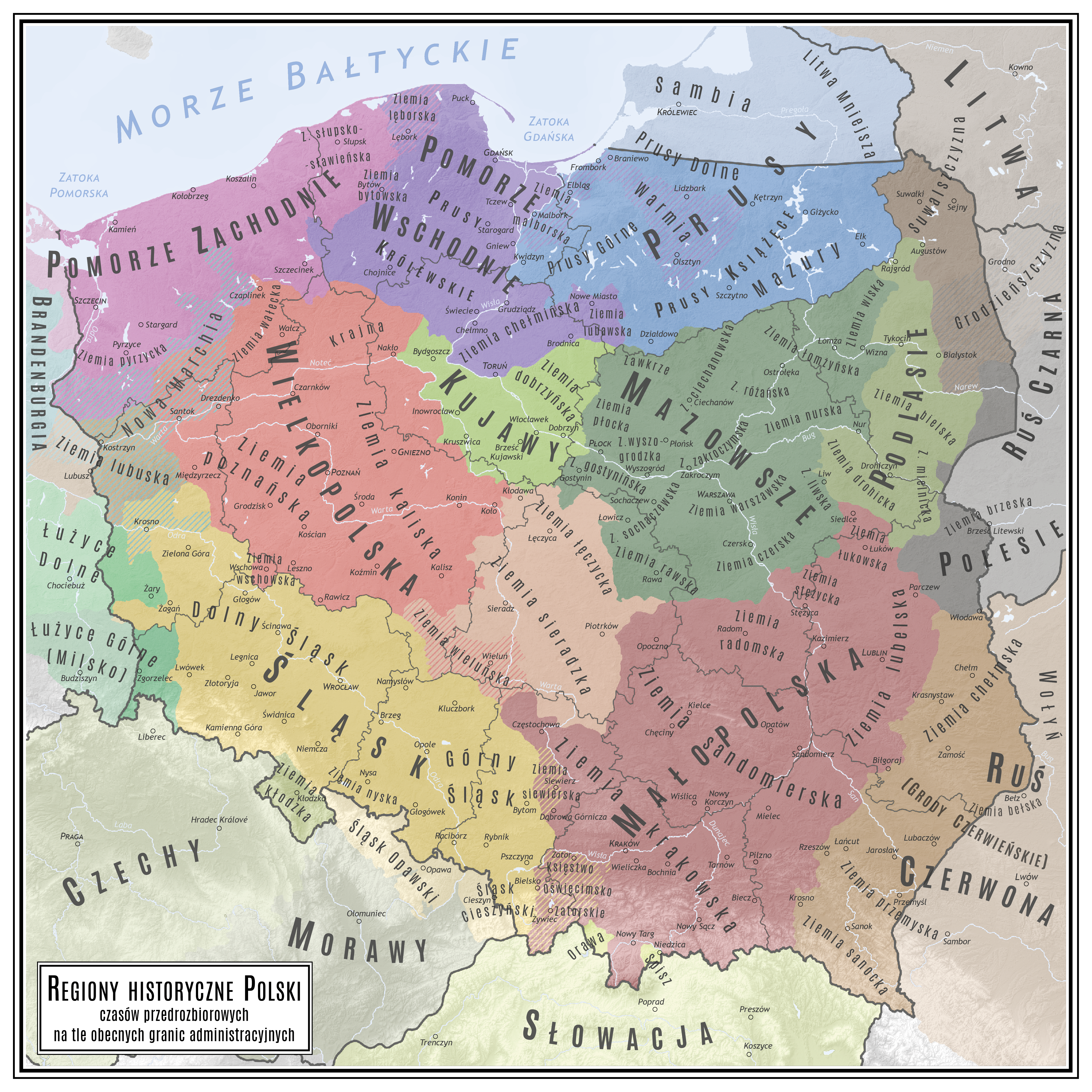
Płock, ziemia płocka, Mazowsze i inne krainy historyczne Polski na tle współczesnych granic administracyjnych

Płock – miasto w Polsce, na prawach powiatu, położone na Pojezierzu Dobrzyńskim i w Kotlinie Płockiej, nad Wisłą, w województwie mazowieckim, siedziba ziemskiego powiatu płockiego; historyczna stolica Mazowsza oraz stolica Polski w latach 1079–1138; siedziba rzymskokatolickiej kurii diecezji płockiej (1075), siedziba biskupa naczelnego Kościoła Starokatolickiego Mariawitów, port rzeczny, rafineria ropy naftowej (1964), szkoły wyższe, teatry, muzea. Polskie miasto-bohater (1921). 

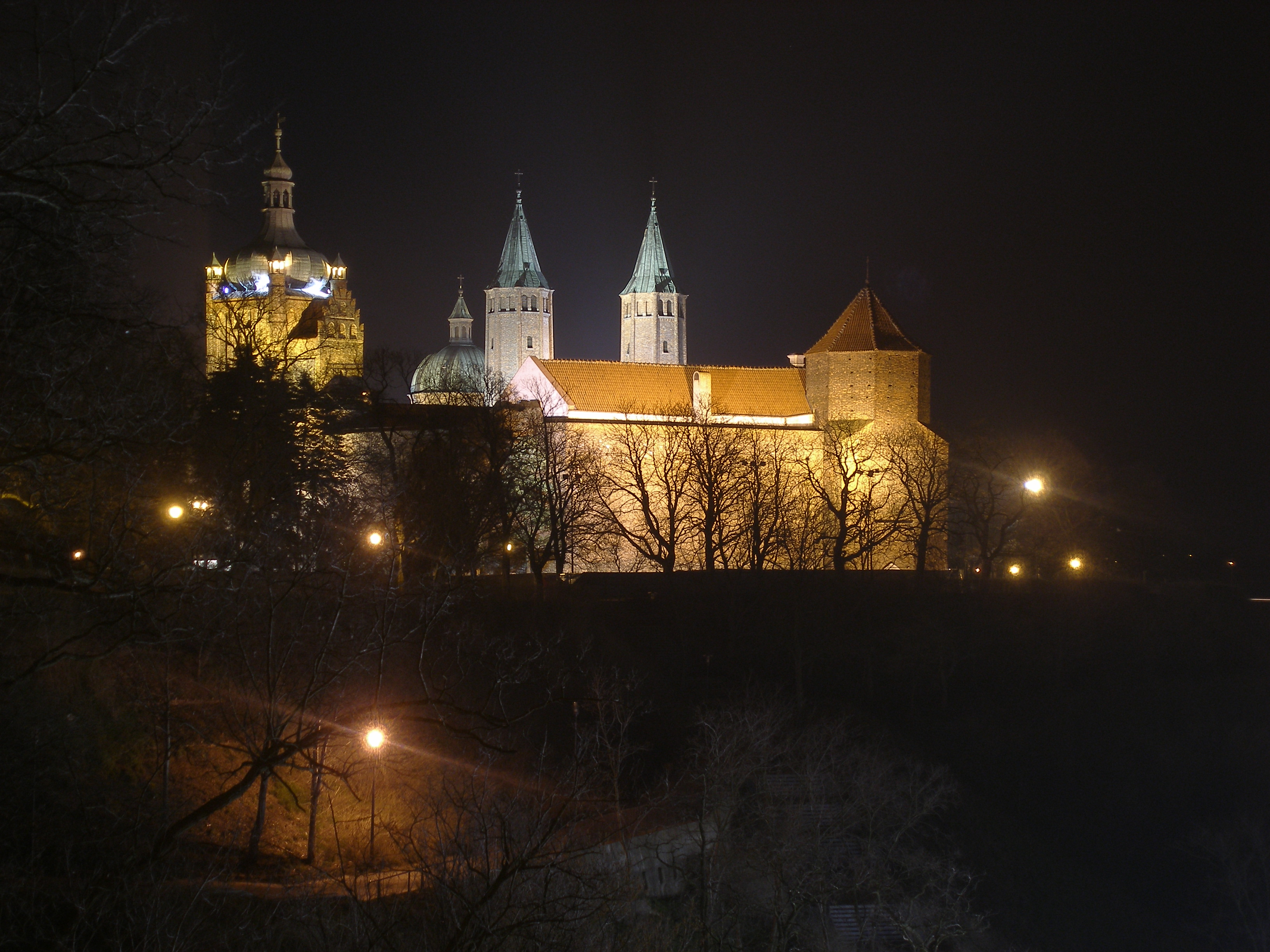
Wzgórze Tumskie nocą

W preambule do Statutu Miasta Płocka użyto nazwy Stołeczne Książęce Miasto Płock.
Prawa miejskie uzyskał w 1237 roku, potwierdzone w latach 1361, 1435, 1462, 1514. Był miastem królewskim Korony Królestwa Polskiego w starostwie płockim województwa płockiego w 1784 roku.
W latach 1975–1998 stolica województwa płockiego.
Według danych GUS z 31 grudnia 2024 r., miasto było zamieszkiwane przez 110 015 osób.

## Geografia
Płock leży nad Wisłą (pomiędzy ca. 629 a 633 kilometrem jej biegu), w zasięgu zbiornika wodnego utworzonego zaporą we Włocławku (śluza na 674,5 kilometrze biegu Wisły), na styku dwóch makroregionów: prawobrzeżnego Pojezierza Dobrzyńskiego oraz położonej na lewym brzegu rzeki strefy Kotliny Płockiej. Klimat lokalny charakteryzuje się niską sumą opadów (510 mm rocznie), średnimi temperaturami stycznia −2 °C, a lipca 18 °C.

### Powierzchnia
Płock zajmuje powierzchnię 8806 ha. Główna część miasta położona jest na wysokim, prawym brzegu Wisły (wysokość skarpy wynosi ok. 50 m), lewobrzeżny Płock to dzielnice Radziwie, Góry, Ciechomice i Pradolina Wisły.
| Rok        | Powierzchnia (km²) | Włączone miejscowości lub ich części             | Liczba przejętych mieszkańców |
| ---------- | ------------------ | ------------------------------------------------ | ----------------------------- |
| przed 1923 | 16,78              | –                                                | –                             |
| 1923       | 26,00              | Radziwie                                         | ?                             |
| 1953       | 31,18              | Boryszewo Nowe, Kostrogaj, Ośnica                | 1118                          |
| 1961       | 51,94              | Biała Nowa, Powsino, Chełpowo, Trzepowo, Winiary | 1365                          |
| 1982       | 66,44              | Borowiczki, Imielnica, Podolszyce                | ?                             |
| 1997       | 88,06              | Budy Dolne, Ciechomice, Góry, Longinus, Tokary   | 2700                          |

### Klimat
| Miesiąc                              | Sty | Lut | Mar | Kwi | Maj | Cze | Lip | Sie | Wrz | Paź | Lis | Gru | Roczna |
| ------------------------------------ | --- | --- | --- | --- | --- | --- | --- | --- | --- | --- | --- | --- | ------ |
| Rekordy maksymalnej temperatury [°C] | 8   | 12  | 17  | 27  | 31  | 32  | 32  | 35  | 30  | 25  | 13  | 11  | 35     |
| Średnie temperatury w dzień [°C]     | 0   | 0   | 5   | 12  | 18  | 22  | 23  | 23  | 18  | 13  | 4   | 2   | 12     |
| Średnie dobowe temperatury [°C]      | −2  | −3  | 1   | 7   | 12  | 16  | 18  | 17  | 13  | 8   | 2   | 0   | 7      |
| Średnie temperatury w nocy [°C]      | −4  | −6  | −2  | 2   | 6   | 11  | 13  | 12  | 8   | 4   | 0   | −1  | 3      |
| Rekordy minimalnej temperatury [°C]  | -26 | -26 | -15 | -6  | −3  | 2   | 5   | 5   | -1  | -7  | -11 | -15 | −26    |
| Opady deszczu [cm]                   | 3   | 3   | 2   | 3   | 3   | 5   | 9   | 4   | 3   | 2   | 3   | 5   | 51     |
| Średnia liczba dni deszczowych       | 4   | 3   | 3   | 5   | 5   | 6   | 8   | 5   | 4   | 4   | 3   | 7   | 57     |
| Wilgotność [%]                       | 86  | 82  | 77  | 74  | 71  | 73  | 77  | 77  | 78  | 82  | 87  | 88  | 79     |
| Źródło: grudzień 2011                |     |     |     |     |     |     |     |     |     |     |     |     |        |

### Ochrona przyrody
Na terenie miasta znajduje się 9 pomników przyrody (stan na rok 2004):
| Nr | Lokalizacja                                                                                           | Nazwa                                  | Sztuk | Obwód   | Akt    |
| -- | --- | -------------------------------------- | ----- | ------- | ------ |
| 1. | ul. Kościuszki 24                                                                                     | dąb szypułkowy Broniewskiego           | 1     | 442     | [ 15 ] |
| 2. | park na tyłach Sądu Okręgowego w pobliżu ul. Teatralnej                                               | dąb szypułkowy                         | 1     | 301     | [ 16 ] |
| 3. | ul. Kościuszki 3                                                                                      | dąb szypułkowy                         | 1     | 260     | [ 17 ] |
| 4. | ul. Zarzeczna 6                                                                                       | dąb szypułkowy Wojciech                | 1     | 500     | [ 18 ] |
| 5. | pomiędzy Muzeum Diecezjalnym a Bazyliką (Wzgórze Tumskie)                                             | platan klonolistny                     | 1     | 200     | [ 17 ] |
| 6. | okolice Sądu Rejonowego                                                                               | kasztanowiec zwyczajny                 | 1     | 320     | [ 17 ] |
| 7. | Zespół Szkół Logos (dawniej Zespół Szkół Odzieżowych nr 8), ul. Sienkiewicza 26                       | robinia akacjowa katalpa żółtokwiatowa | 2     | 390 134 | [ 17 ] |
| 8. | Ogródki Działkowe im. T. Kościuszki, ul. Narodowych Sił Zbrojnych                                     | magnolia                               | 1     | 31      | [ 17 ] |
| 9. | osiedlowy plac zabaw Mazowieckiej Spółdzielni Mieszkaniowej pomiędzy blokami przy ul. Jesiennej 3 i 5 | miłorząb dwuklapowy                    | 1     | 78      | [ 19 ] |

Płock posiada 2 zespoły przyrodniczo-krajobrazowe:
- jar rzeki Brzeźnicy
- jar rzeki Rosicy

### Demografia
Wykres liczby ludności Płocka na przestrzeni ostatniego tysiąclecia:
Największą populację Płock miał w 1998 r. – 131 011 mieszkańców.

### Osiedla
Płock podzielony administracyjnie jest na 23 osiedla (21 osiedli mieszkaniowych oraz 2 niezamieszkane osiedla przemysłowe).

## Symbole miasta

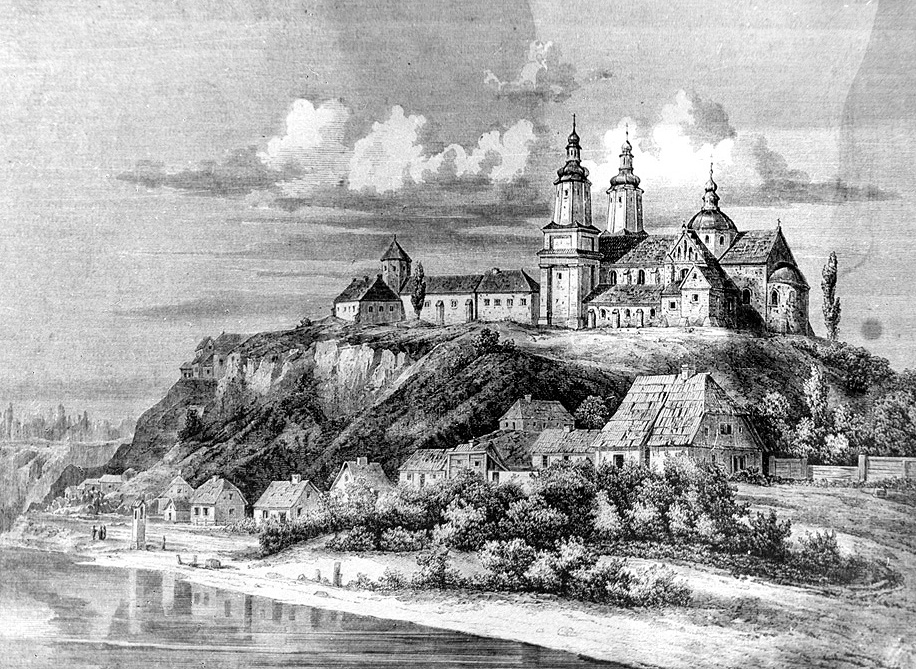
Wzgórze Tumskie

Barwy miasta – żółto-niebieskie z czerwonym szlakiem w środku ustalone w 1938 roku przez Radę Miejską nawiązują swoją kolorystyką do barw dawnego munduru województwa ustanowionego przez sejm 1776 roku dla województwa płockiego.

## Historia

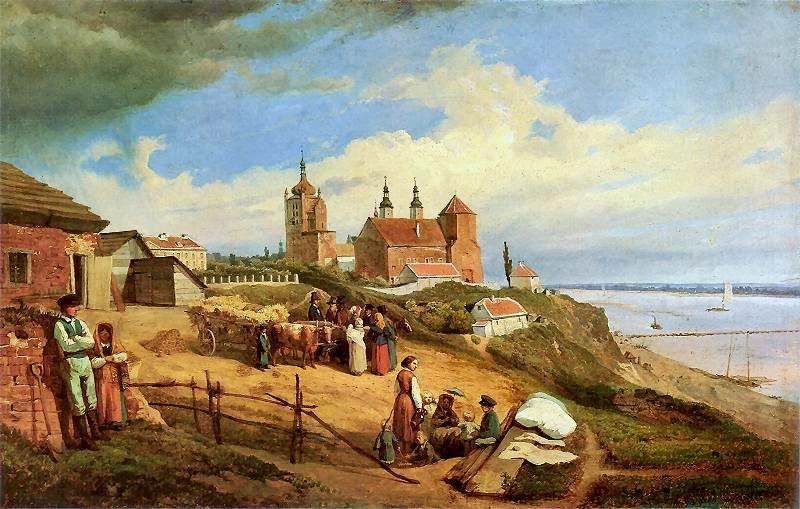
Wojciech Gerson, Widok Płocka, 1852

We wczesnym średniowieczu ważny ośrodek kultowy Słowian. Płock został założony w końcu X wieku i był jedną z głównych siedzib królestwa (łac. sedes regni principalis).
W latach 1079–1138 pełnił rolę stolicy państwa polskiego. Miasto w zlatynizowanej formie urbs Plocensis oraz civitas Plocensis notuje Gall Anonim w swojej Kronice polskiej spisanej w latach 1112–1116.

### Odznaczenia dla miasta
- Krzyż za Męstwo i Odwagę 206 Pułku Piechoty Armii Ochotniczej i Obrony Płocka 20 marca 1921[27]
- Krzyż Walecznych 10 kwietnia 1921 – w uznaniu bohaterstwa wykazanego przez ludność cywilną miasta Płocka w dniach 18 i 19 sierpnia 1920 r., podczas najazdu bolszewików[28]
- Order Sztandaru Pracy I klasy 26 czerwca 1966[27]
- Order Krzyża Grunwaldu II klasy 8 maja 1979[27]
- Order Krzyża Grunwaldu III klasy 7 maja 1986[27]

## Architektura

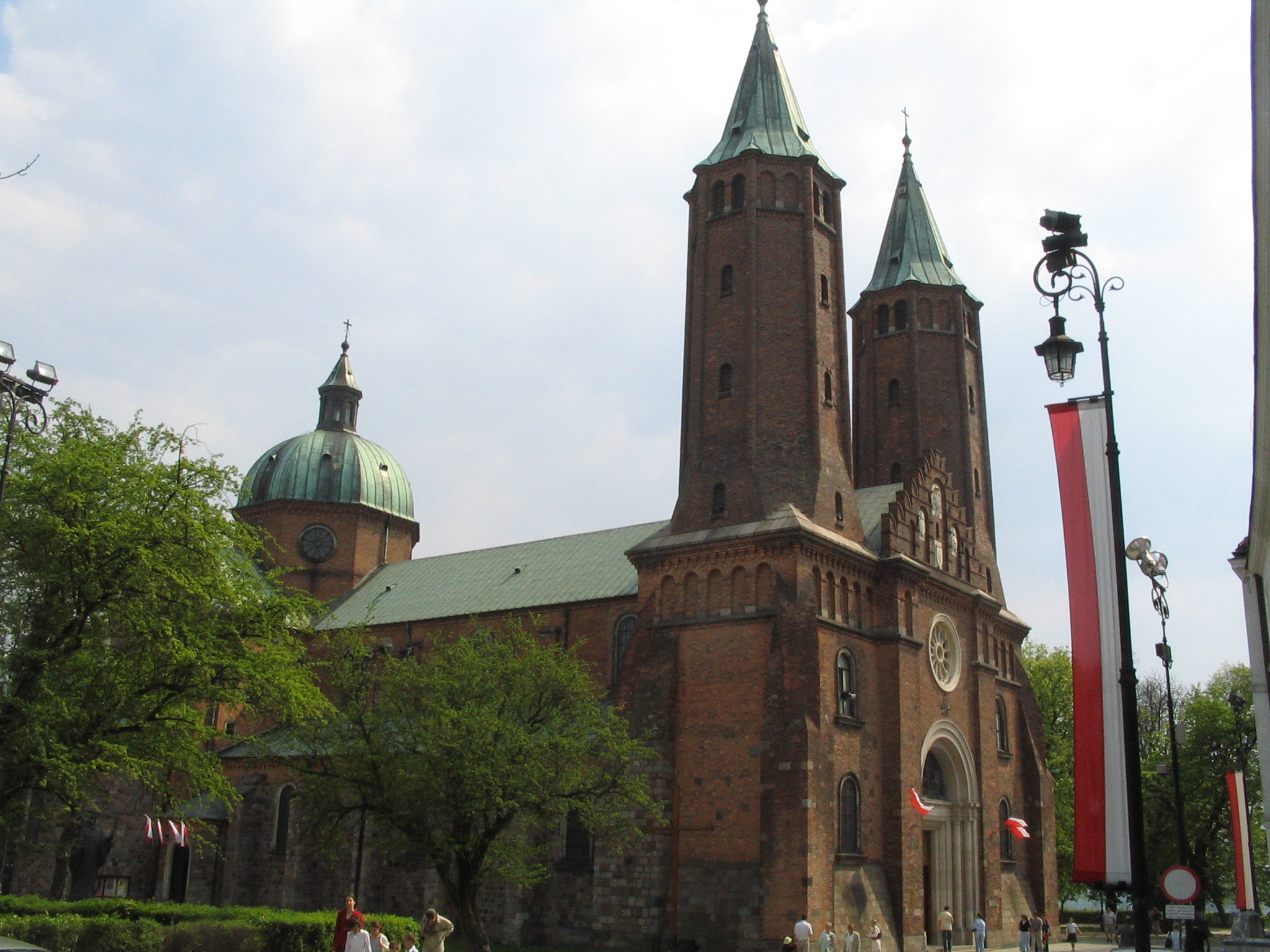
Renesansowa Bazylika katedralna w Płocku

- Bazylika katedralna wzniesiona została w 1144 roku z fundacji biskupa Aleksandra z Malonne. Wielokrotnie przebudowywana, zachowała jednak swoje pierwotne romańskie elementy. W Kaplicy Królewskiej znajduje się sarkofag dwóch władców Polski – Władysława Hermana i Bolesława Krzywoustego, a także 13 książąt mazowieckich: m.in. Konrada I mazowieckiego i Bolesława IV Kędzierzawego. Katedra w Płocku jest największą nekropolią Piastów w Polsce. W kruchcie – kopia słynnych brązowych, romańskich Drzwi płockich, wykonanych dla katedry płockiej około 1154 roku w Magdeburgu
- Zamek książęcy z XIV wieku, przebudowany w XVI wieku na opactwo benedyktynów. W murach zamkowych znajdują się dwie gotyckie wieże: Wieża Szlachecka – dawne więzienie dla szlachty i Wieża Zegarowa z barokowym hełmem i z fragmentami romańskiego palatium z XIII wieku u podstawy. W dawnym opactwie mieści się obecnie Muzeum Diecezjalne, które eksponuje najcenniejsze zabytki skarbca takie jak Herma św. Zygmunta, kielich Konradowski, Diadem płocki, który należał do Konrada I mazowieckiego i gotyckie monstrancje. Obok, w dawnym budynku muzeum, znajduje się kolekcja malarstwa, rzeźby i rzemiosła artystycznego (m.in. zbiór ponad 100 pasów kontuszowych).
- Świątynia Miłosierdzia i Miłości – katedra mariawicka, wybudowana z inicjatywy Marii Kozłowskiej w latach 1911–1914. W skład kompleksu budynków wchodzi także klasztor – siedziba władz Kościoła Starokatolickiego Mariawitów. Świątynię i klasztor wzniesiono w stylu neogotyku angielskiego na planie litery E. We wnętrzu świątyni znajduje się pozłacana konfesja, nagrobek Marii Franciszki i biskupów mariawickich.

- Amfiteatr płocki – wkomponowany w zbocze skarpy obiekt przykryty wachlarzowym dachem mieszczący ok. 3,5 tysiąca widzów.

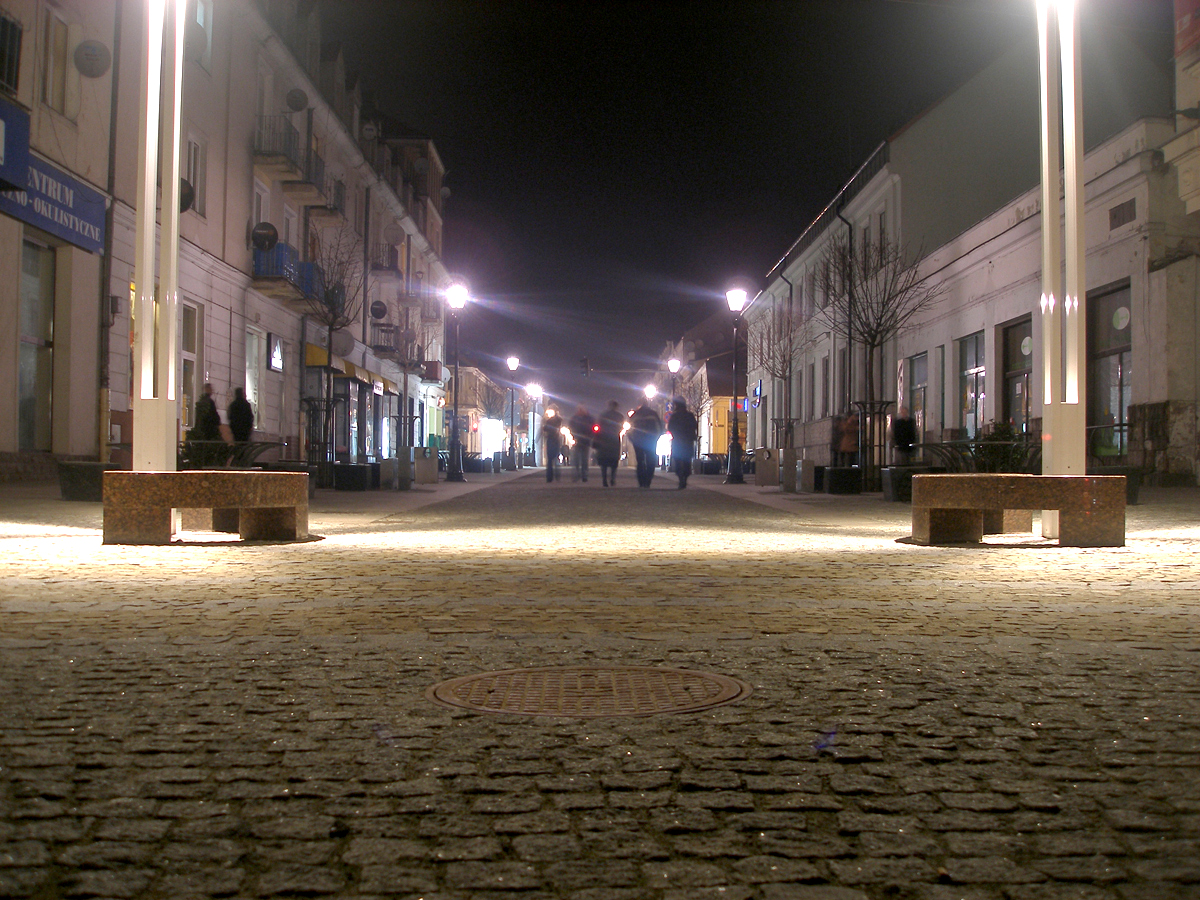
Deptak na ul. Tumskiej

- Ulica Tumska – deptak miejski. Wytyczona na początku XIX w., gdy miała być drogą dojazdową do katedry. Potem połączyła Rynek Kanoniczny (obecnie Plac Narutowicza) z Nowym Rynkiem i stała się główną ulicą handlową miasta.
- W secesyjnej kamienicy przy ul. Tumskiej 8 mieści się Muzeum Mazowieckie, jedna z najstarszych placówek muzealnych w Polsce. W zbiorach muzeum znajduje się bogata kolekcja sztuki secesyjnej, w tym prace Wyspiańskiego, Malczewskiego, Mehoffera, Laszczki, Laliqua, Galle oraz art déco, eksponowane na osobnej wystawie stałej w budynku przy ul. Kolegialnej 6.

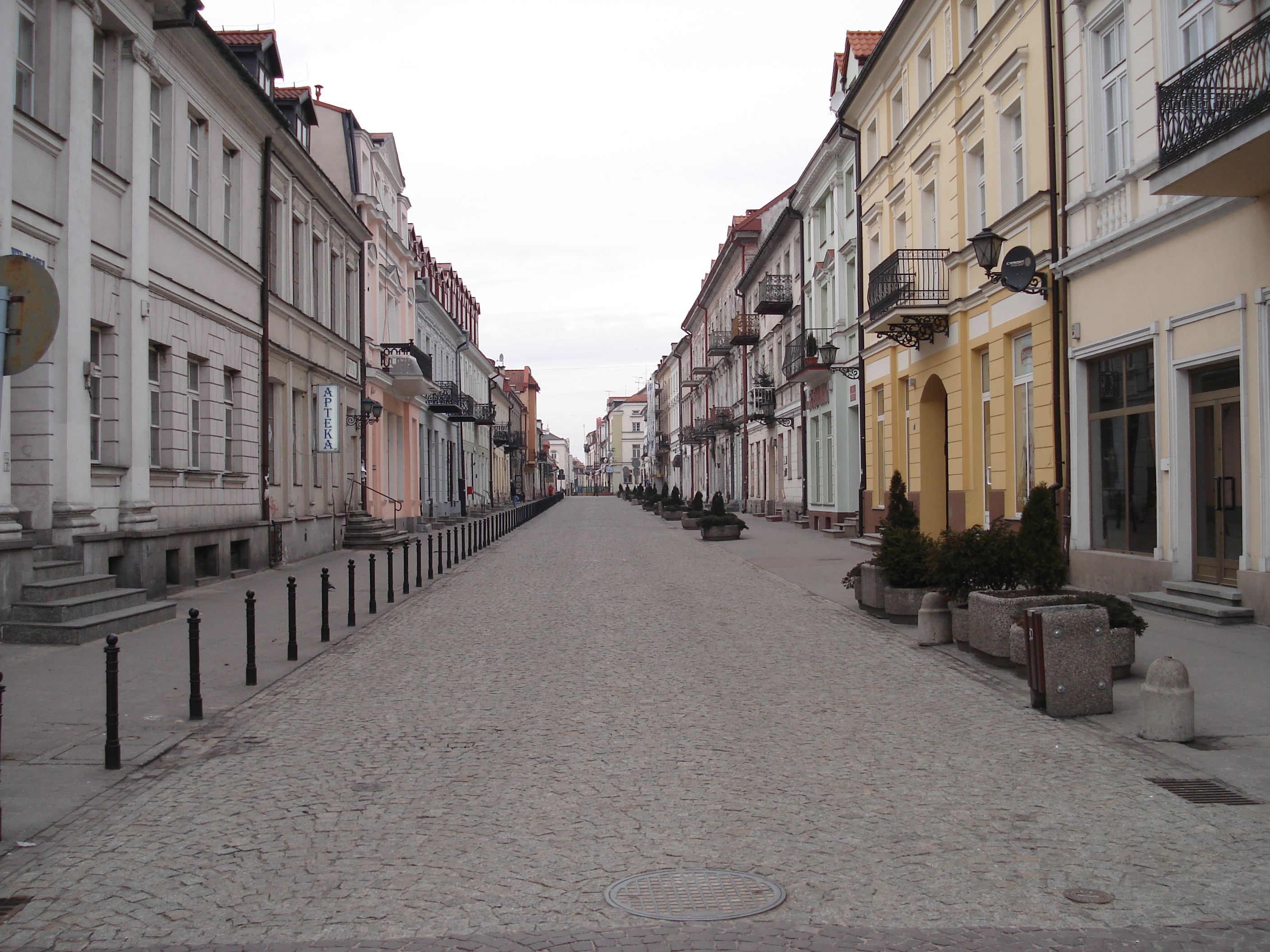
Ulica Grodzka

- Ulica Grodzka – najstarsza ulica miasta. Łączyła dwa rynki miejskie: Kanoniczny (obecnie Pl. Narutowicza) oraz Stary Rynek. Obecnie w zabudowie dominują neoklasycystyczne kamienice z XIX wieku.

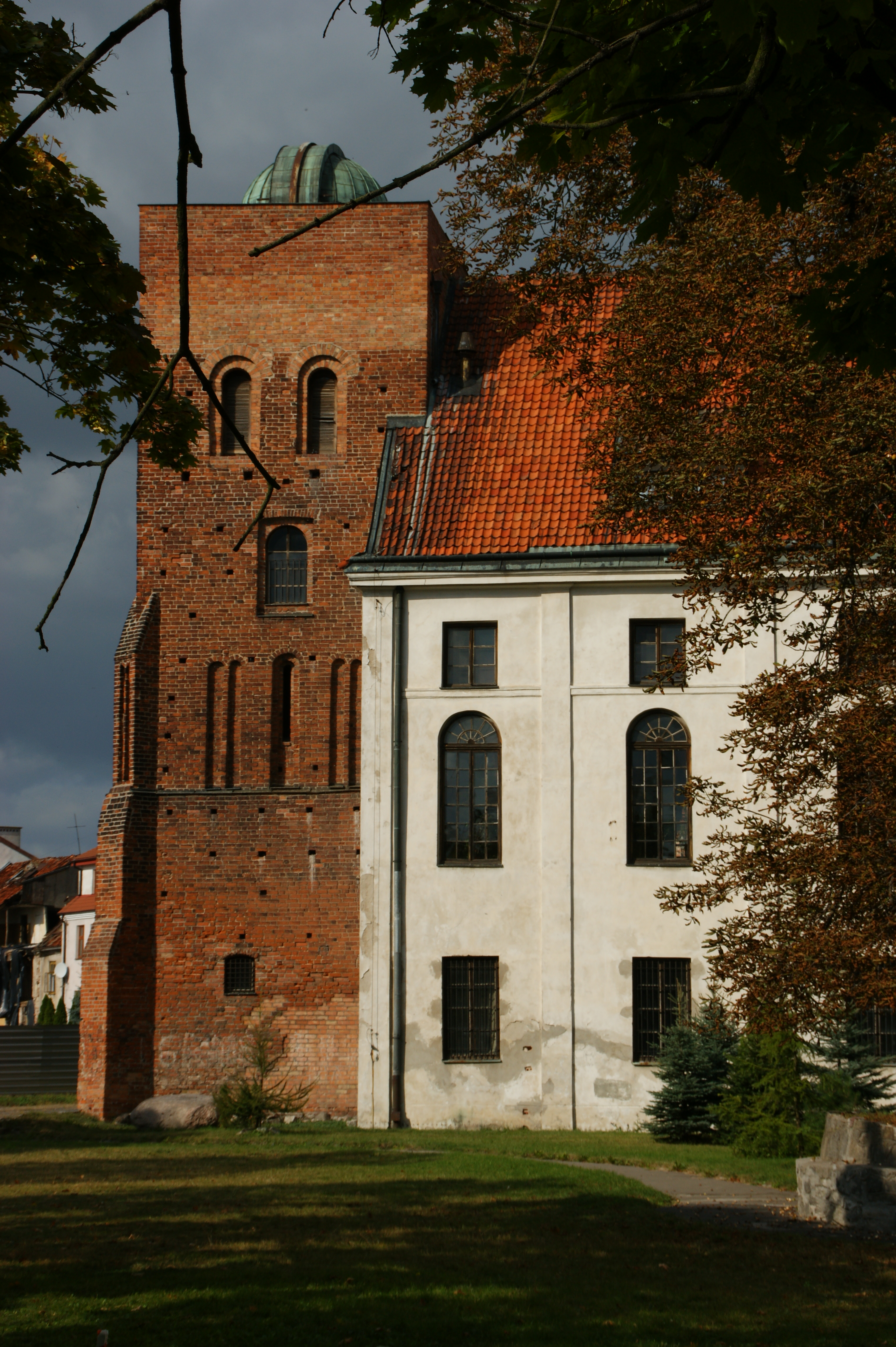
Liceum Ogólnokształcące im. Marszałka Stanisława Małachowskiego działające nieprzerwanie od 1180 roku – jedna z najstarszych szkół w Polsce

- Przy ulicy Małachowskiego 1 mieści się „Małachowianka” – jedna z najstarszych w Polsce szkół średnich (zał. według tradycji w 1180)[29]. W podziemiach średniowiecznego skrzydła budynku mieści się muzeum szkolne z reliktami architektury romańskiej i gotyckiej, a w gotyckiej wieży obserwatorium astronomiczne. Wśród uczniów szkoły byli m.in. Ignacy Mościcki – Prezydent II RP i Tadeusz Mazowiecki – pierwszy Premier III RP, podróżnik Tony Halik oraz Jan Zumbach – dowódca legendarnego Dywizjonu 303
- Sanktuarium Bożego Miłosierdzia, jest celem pielgrzymek religijnych. 22 lutego 1931 roku siostra św. Faustyna Kowalska miała mieć pierwsze objawienie obrazu Jezusa Miłosiernego. W 100-lecie jej narodzin zostało otwarte Muzeum św. Siostry Faustyny.

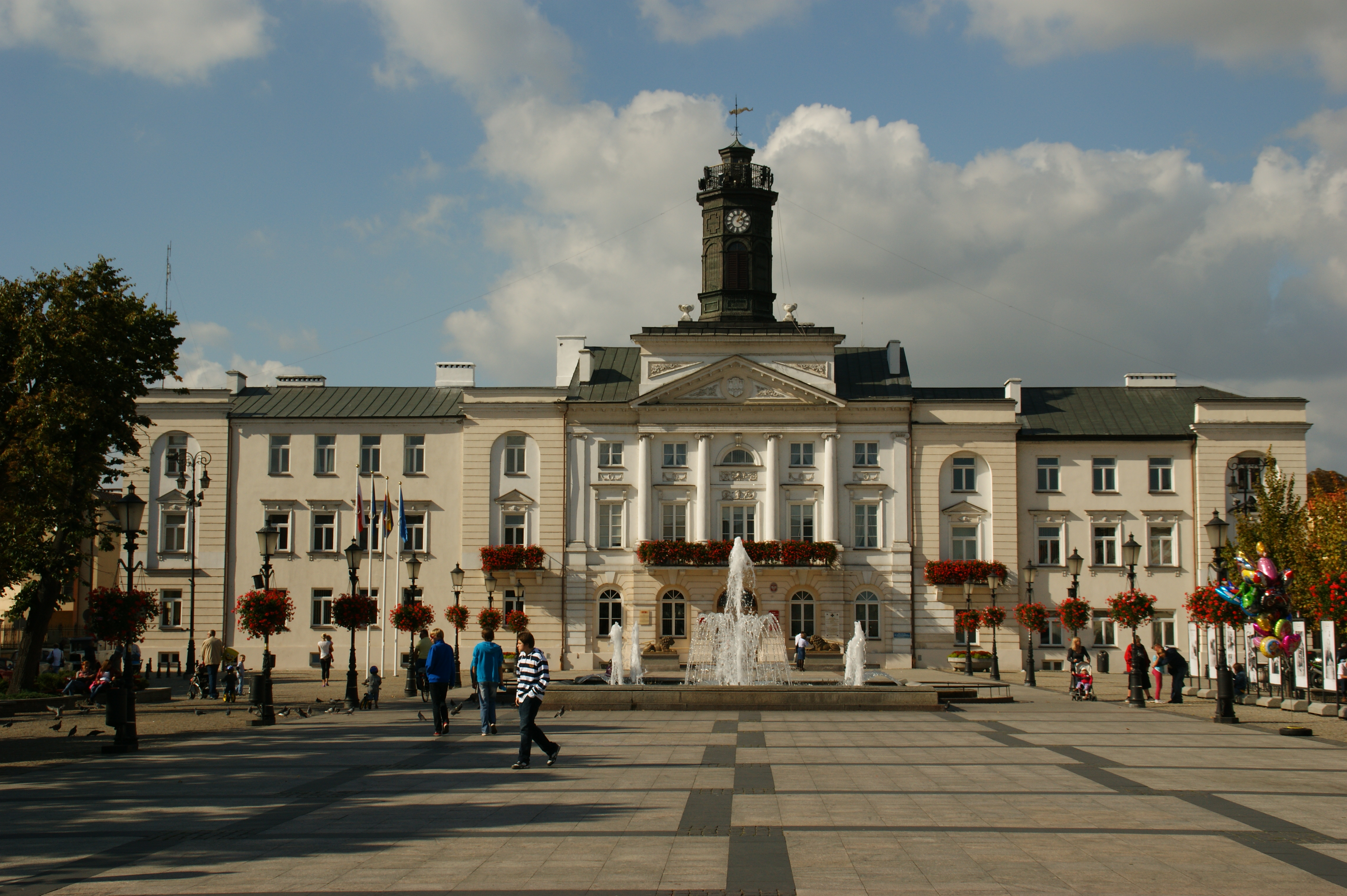
Stary Rynek i Ratusz

- Stary Rynek – do połowy XIX wieku tętnił życiem. Były zajazdy, oberże i sklepy. Pośrodku rynku wznosił się gotycki ratusz z niewysoką wieżą, a przed nim szafot.
- Płocki ratusz – zbudowany w latach dwudziestych XIX wieku, zaprojektowany został przez Jakuba Kubickiego (twórcy m.in. Belwederu w Warszawie), w okresie klasycyzmu był miejscem ostatniego posiedzenia Sejmu Królestwa Polskiego w 1831 r. (tzw. Sejm Powstańczy). Od chwili powstania ratusz był zawsze siedzibą władz miejskich.
- Kościół kolegiacki św. Bartłomieja ufundowany przez Kazimierza Wielkiego, Świątynia była wielokrotnie przebudowywana. W XVIII w. w wyniku osuwania skarpy rozebrano boczne kaplice, a wejście w stylu barokowym dobudowano od strony Starego Rynku. W kościele znajduje się wczesnobarokowy ołtarz z roku 1640.
- Neogotycki klasztor Starokatolickiego Kościoła Mariawitów – centrum polskiego mariawityzmu z początku XX wieku.
- W pobliżu domu, w którym urodził się i mieszkał Władysław Broniewski (1897–1962), przy Placu Obrońców Warszawy znajduje się monumentalny pomnik wystawiony w 1972 r. na cześć poety, autorstwa Gustawa Zemły. Na podwórzu przed domem rośnie kilkusetletni dąb. Broniewski w wielu swoich wypowiedziach codziennych i poetyckich identyfikował się z prastarym drzewem. Władysław Broniewski jest Honorowym Obywatelem Miasta Płocka.
- Pomnik Marszałka Józefa Piłsudskiego. Odsłonięty 18 sierpnia 1997 roku, w 77 rocznicę wydarzeń na Pl. Obrońców Warszawy (przedwojennym placu Piłsudskiego).

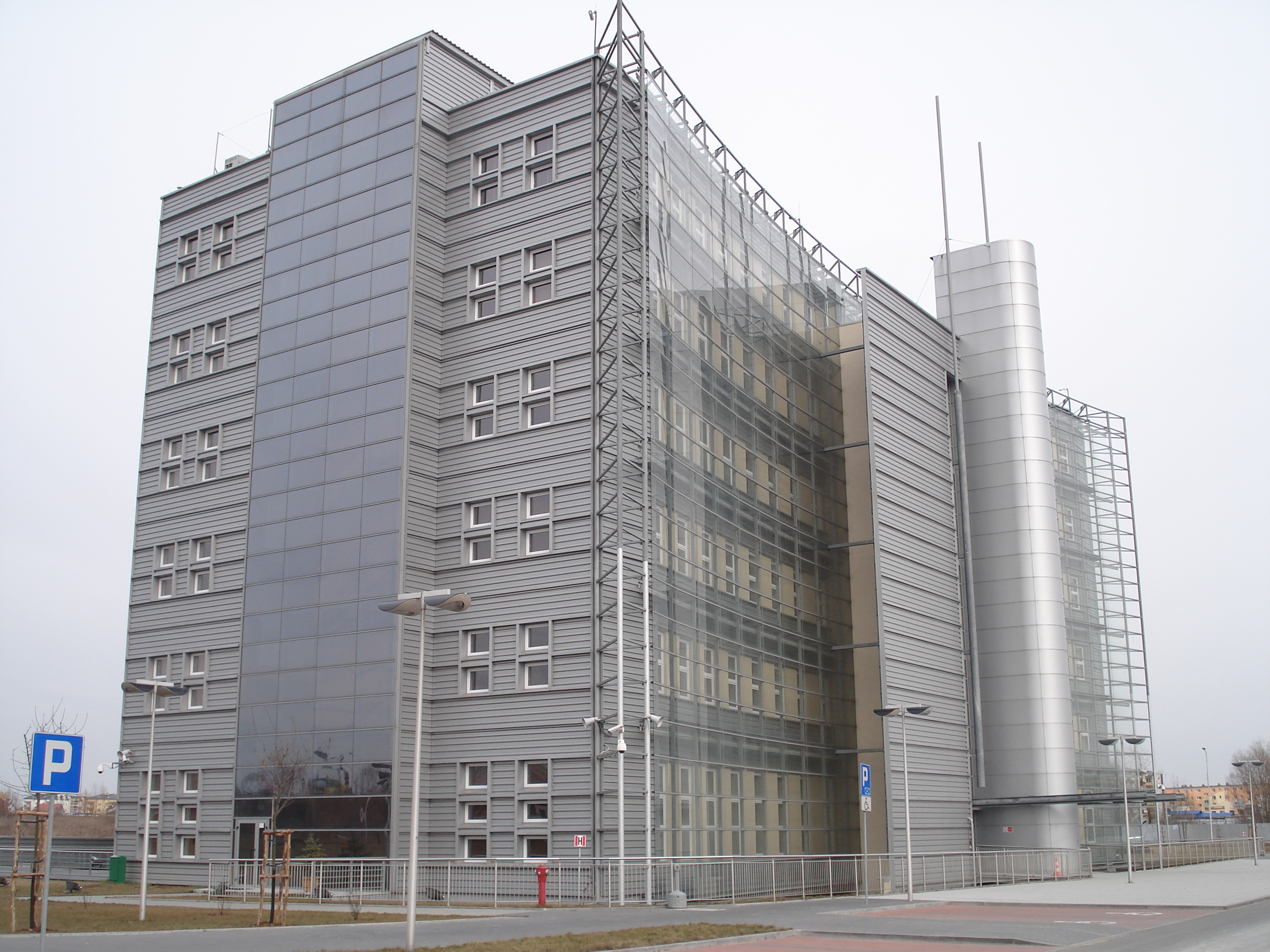
Siedziba PERNu

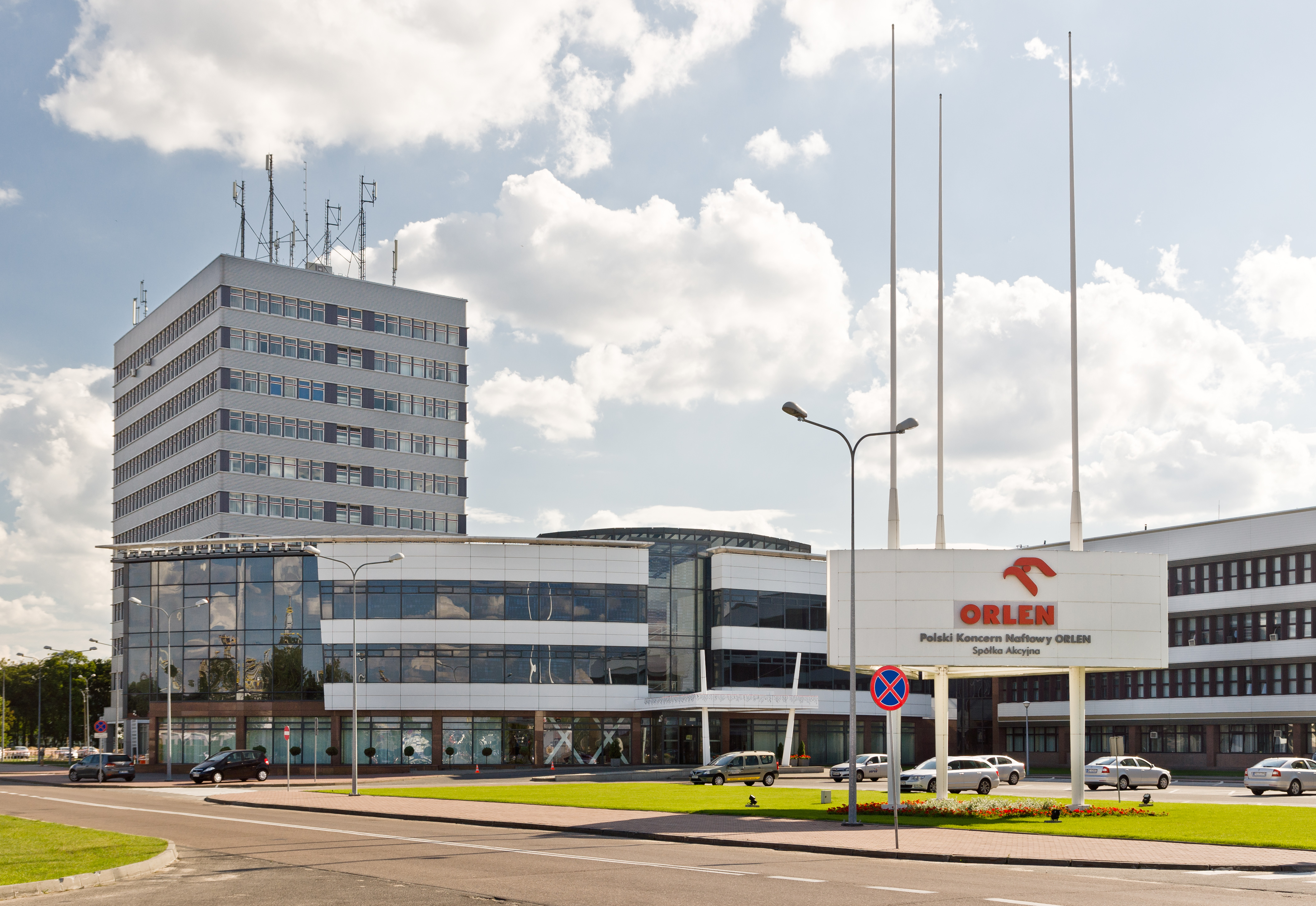
Siedziba Orlenu

- „Petrochemia płocka” zaczęła powstawać w 1960 r. Dziś Orlen jest jedną z największych firm w tej części Europy i potentatem na krajowym rynku paliw płynnych i produktów petrochemicznych
- Płocki Park Przemysłowo-Technologiczny to wspólne przedsięwzięcie władz miasta Płocka i Orlen, mające na celu rozwój przedsiębiorczości w Płocku i regionie. Park oferuje przedsiębiorcom ponad 200 ha terenów (zasoby gminy Płock sąsiadujące z PKN Orlen). W 2007 r. tereny PPP-T zdobyły I miejsce w województwie mazowieckim w konkursie „Grunt na medal”. W Parku docelowo znajdzie zatrudnienie kilka tysięcy osób. Teren o powierzchni 200 ha sąsiadujący z PKN Orlen czeka na przedsiębiorców działających w różnych sferach aktywności: przemysłowej, technologicznej i badawczo-rozwojowej.
- Płock jest miastem atrakcyjnym dla inwestorów zagranicznych. Płock spośród ofert w Polsce wybrał amerykański Levi Strauss. Zbudował fabrykę i od 1992 r. rozpoczął masową produkcję odzieży dżinsowej (na zdjęciu). Jedyny w kraju producent kombajnów zbożowych Bizon przekształcił się w spółkę z udziałem kapitału międzynarodowej korporacji CNH. Od 2003 r. działa Basell Orlen Polyolefins, który uruchomił w Płocku dwa największe na świecie zakłady produkcyjne polipropylenu i polietylenu. Na płockim rynku są również inne firmy z udziałem kapitału zagranicznego: Hoppenstedt Bonnier Information, Bildau&Bussmann, Adler Polska, A. Schulman, Dr Oetker Dekor.
- W życiu kulturalnym Płocka ważne miejsce zajmuje Płocka Orkiestra Symfoniczna, która doczekała się nowoczesnej sali koncertowej w Szkole Muzycznej. W styczniu 2008 r. do zmodernizowanego budynku zaprosił Teatr Dramatyczny im. Jerzego Szaniawskiego w Płocku. Jest to obecnie jeden z najnowocześniejszych obiektów teatralnych w Polsce. Niekwestionowanym ambasadorem płockiej kultury jest zespół „Dzieci Płocka”, założony pół wieku temu przez druha Wacława Milke. Sukcesy odnosi także Zespół Pieśni i Tańca „Wisła” oraz chór chłopięcy „Pueri Cantores Plocenses” (na zdjęciu).
- Stadion im. Kazimierza Górskiego (Wisły Płock im. Kazimierza Górskiego) – rozgrywane były tam mecze międzypaństwowe w piłce nożnej. Piłkarze ręczni Wisły Płock w 2008 roku zostali mistrzami Polski i zdobyli Puchar Polski, a jeden z zawodników – Marcin Wichary w barwach kadry narodowej rozgrywał mecze podczas igrzysk olimpijskich w Pekinie. Płock ma swoich olimpijczyków oraz medalistów mistrzostw świata i Europy w innych dyscyplinach (kick-boxing, wioślarstwo, tenis ziemny osób niepełnosprawnych). W 2009 r. obok stadionu Wisły rozpoczęła się budowa hali widowiskowo-sportowej na 5 tys. osób. W 2023 roku zakończono budowę nowego stadionu Wisły Płock – Orlen Stadion.
- Ogród Zoologiczny w Płocku. W położonym na nadwiślańskiej skarpie ogrodzie zoologicznym jest ponad 3700 zwierząt w 320 gatunkach. Zoo posiada wiele osobliwości świata zwierzęcego, w tym 25 gatunków rzadkich i ginących. Są wśród nich m.in.: irbisy, pingwiny przylądkowe, żurawie mandżurskie, słoń indyjski, lamparty perskie i kondory wielkie. W płockim zoo można zobaczyć słonie, żyrafy, lwy, foki, różne gatunki małp między innymi tamaryny i marmozety – najmniejsze małpki świata. Dumą ogrodu są także akwaria morskie i słodkowodne oraz największa kolekcja gadów w Polsce.
- Płockie mosty. Brzegi Wisły i dwie części Płocka – prawo- i lewobrzeżną łączą dwa mosty: nowy i stary. Zabytkowy most drogowo-kolejowy pochodzi z roku 1938 (częściowo zburzony w czasie wojny i zrekonstruowany w 1950 r.) i nosi imię Legionów Józefa Piłsudskiego. Od 2009 r. most jest iluminowany w trzech kolorach, nawiązujących do kolorów flagi miejskiej: żółtym, czerwonym i niebieskim. Ciężka, przytłaczająca za dnia stalowa konstrukcja nocą zachwyca lekkością. Jest to najdłuższa kolorowa iluminacja mostowa w Europie (690 m). W 2007 r. został uroczyście otwarty nowy, drugi most na Wiśle wraz z drogami dojazdowymi. Była to najbardziej wyczekiwana inwestycja drogowa ostatnich kilkudziesięciu lat. Most Solidarności posiada dwa 65-metrowe pylony, do których podwieszono na linach 5 przęseł, w tym najdłuższe w Polsce przęsło główne o rozpiętości 375 m. W tej konstrukcji jest to najdłuższy most na świecie. Nowy most ma 1200 m długości i 27,5 m szerokości, chodnik, ścieżkę rowerową i cztery pasy ruchu.

- Urząd Stanu Cywilnego (pałac ślubów)

Zabytki Płocka znajdują się na Europejskim Szlaku Gotyku Ceglanego.

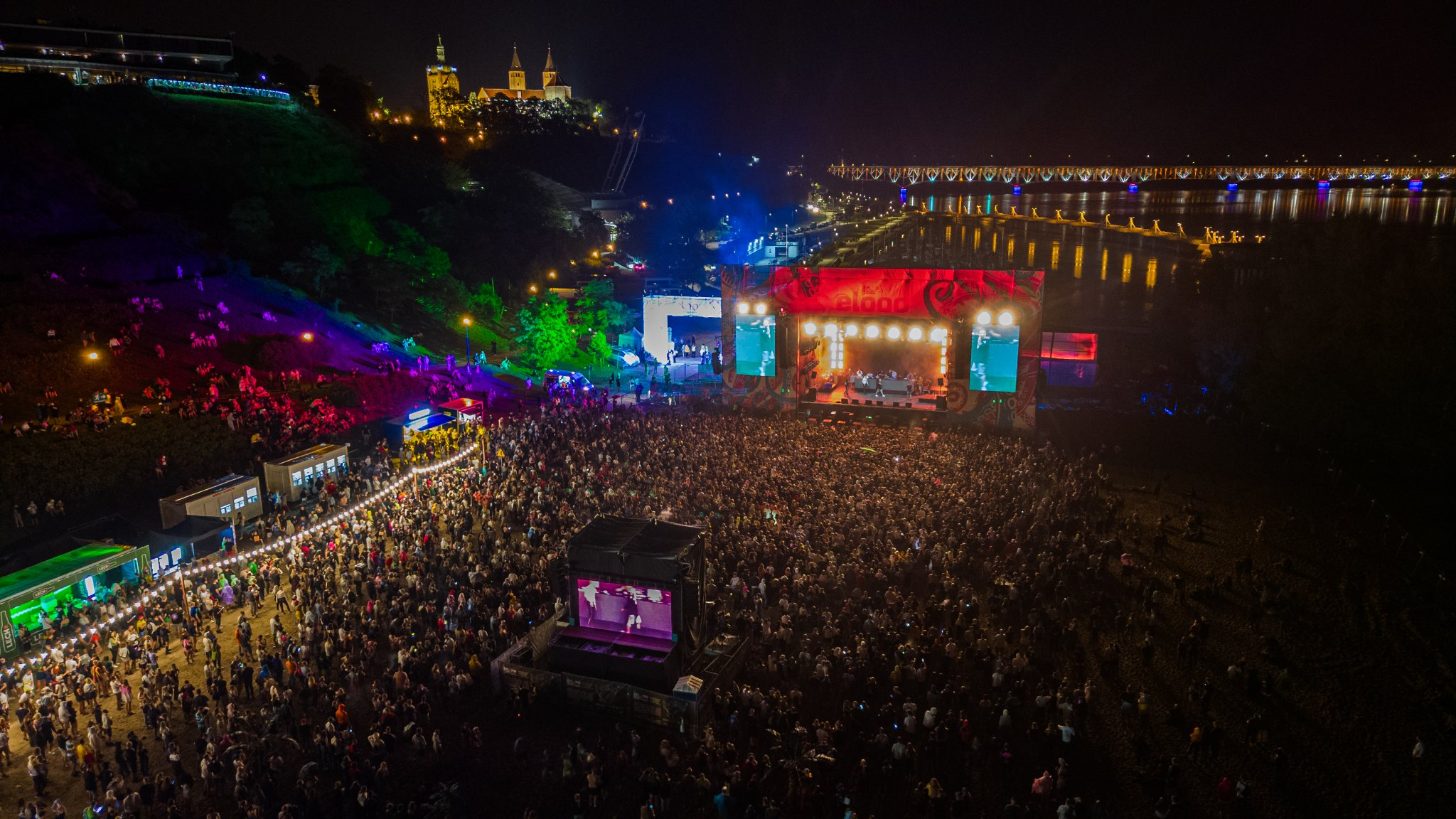
Polish Hip-Hop Festival na plaży nad Wisłą

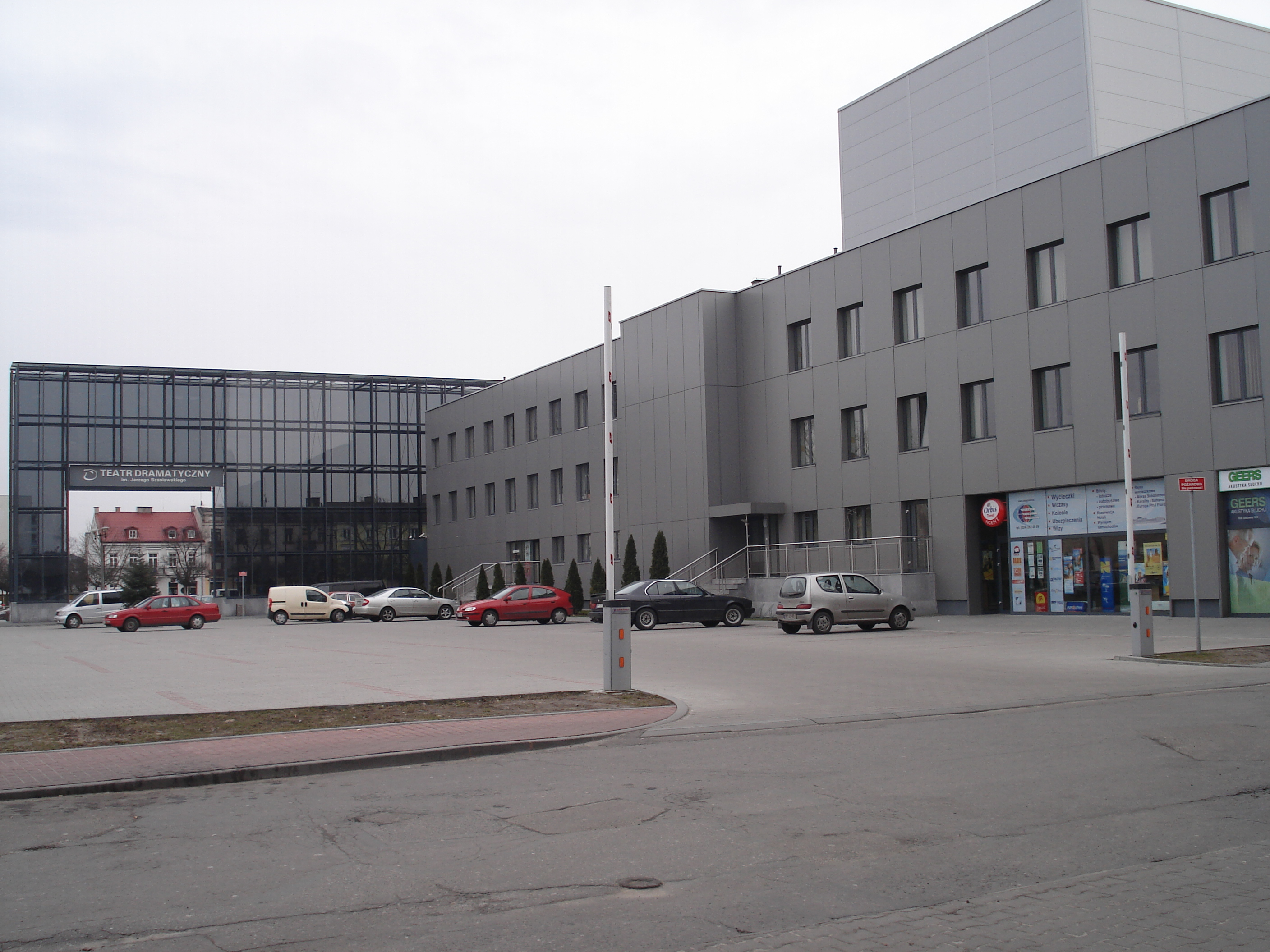
Teatr Dramatyczny im. Jerzego Szaniawskiego

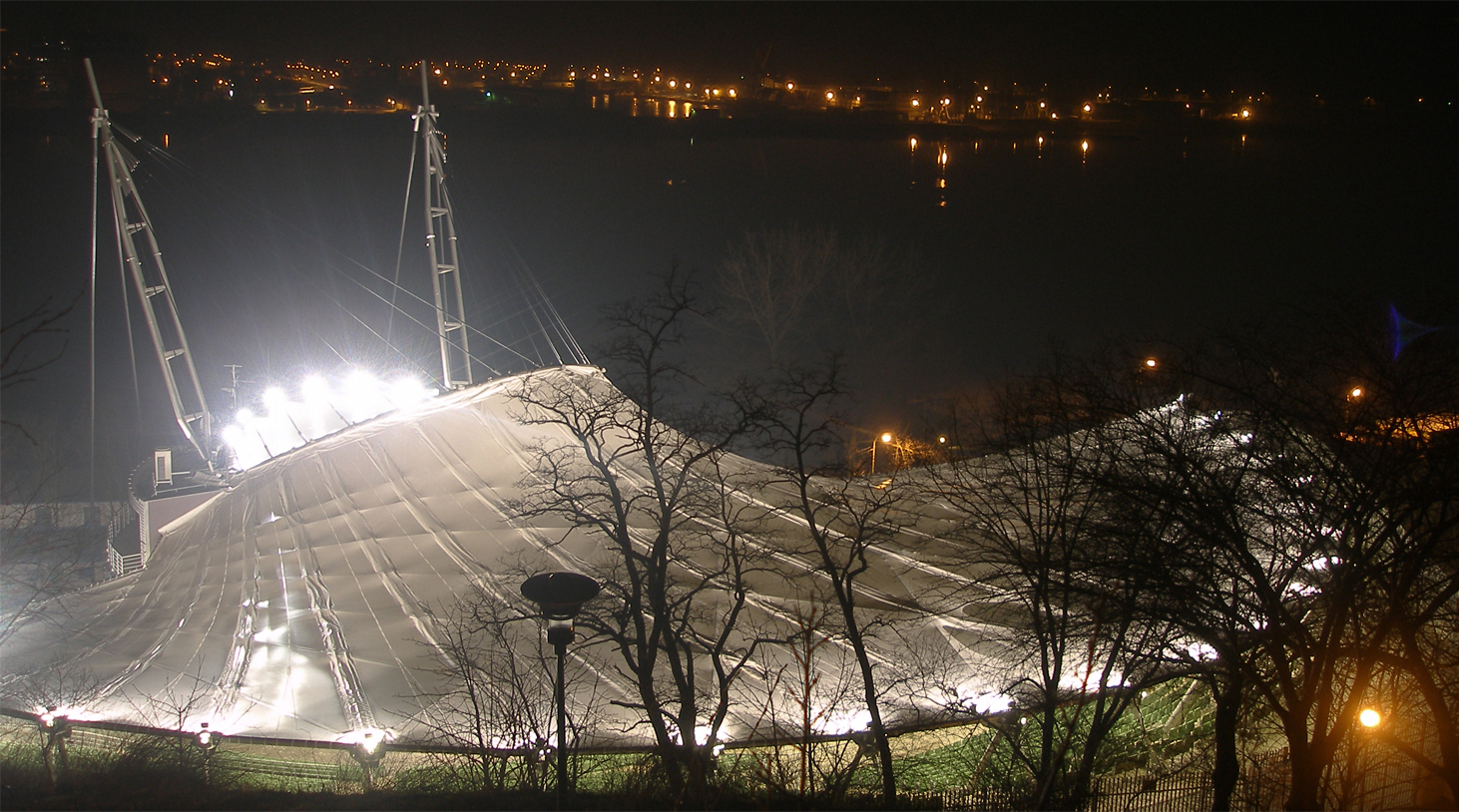
Amfiteatr im. Miry Zimińskiej – Sygietyńskiej

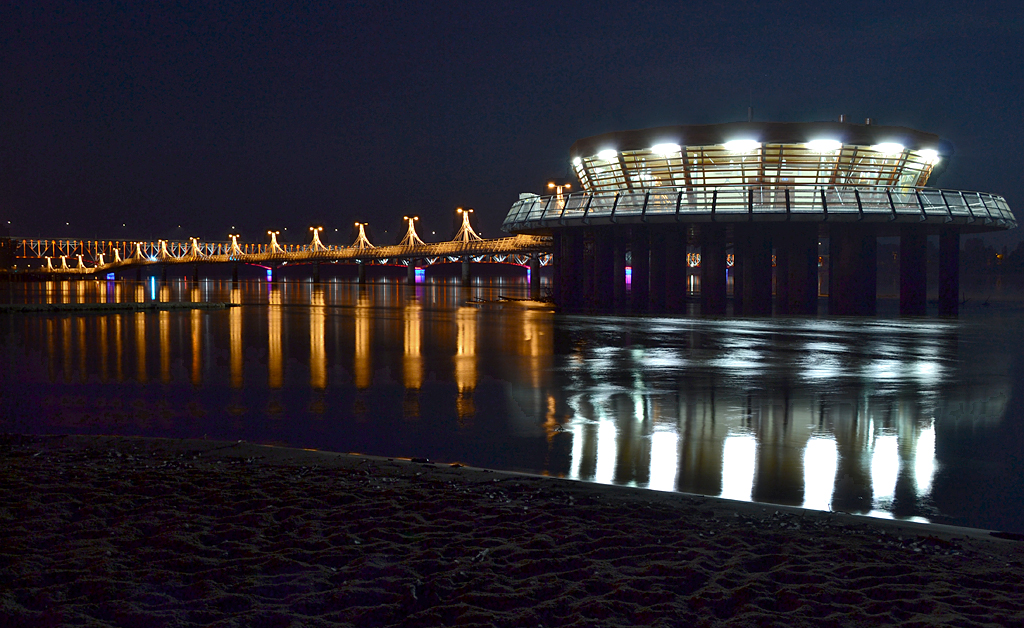
Molo

## Rozrywka
- Teatr Dramatyczny im. Jerzego Szaniawskiego – Początki teatru w Płocku sięgają początków XIX wieku. 20 sierpnia 1812 roku dzięki staraniom ówczesnego prefekta departamentu płockiego Rajmunda Rembielińskiego rozpoczyna swoją działalność płocki teatr. Siedzibą teatru staje się budynek kościoła św. Trójcy. W 1940 roku Niemcy rozebrali budynek teatru. Dzięki staraniom społeczeństwa zostaje powołany Teatr Płocki. Swoją działalność rozpoczyna 12 stycznia 1975 roku. Pięć lat później teatr otrzymuje imię Jerzego Szaniawskiego. W grudniu 2005 rozpoczęto generalny remont obiektu. Ponad dwa lata później (1 lutego 2008) zmodernizowany teatr zostaje otwarty. Koszt inwestycji wyniósł 25 mln złotych.
- Stowarzyszenie Teatr Per Se założone przez Mariusza Pogonowskiego przy współpracy aktorów z płockiego teatru. Organizuje warsztaty teatralne dla młodzieży z Płocka. Siedzibę nazywają Sceną off off. Stowarzyszenie, wspierane przez sponsorów (ten główny to Urząd Miasta Płock), tworzy głównie alternatywne spektakle, ale nie tylko. Teatr tańca, ruchu, słowa.
- Amfiteatr w Płocku im. Miry Zimińskiej – Sygietyńskiej
- Płocka Orkiestra Symfoniczna im. Witolda Lutosławskiego – w 1977 roku powstała Płocka Orkiestra Kameralna. Od 1998 roku działa jako orkiestra symfoniczna. Od 1999 roku jej patronem jest Witold Lutosławski.
- Harcerski Zespół Pieśni i Tańca „Dzieci Płocka” im. Druha Wacława Milke: HZPiT „Dzieci Płocka” jest najstarszym zespołem dziecięcym w Polsce. Działa nieprzerwanie od 1946 roku. Obecnie dyrektorem zespołu jest jego wychowanek, wnuk założyciela dh hm Wacława Milke – Tadeusz Milke. W zajęciach zespołu uczestniczy ponad 500 dzieci w wieku od 6 do 20 lat, z czego około 200 bierze udział w koncertach. Zespół podzielony jest na grupy wiekowe, które w repertuarze Zespołu specjalizują się w danym regionie folklorystycznym kraju. Grupa liczy od 20 do 24 osób, wiąże się to również ze strojami jakimi dysponuje zespół.

### Kina
- Helios – 5 sal, 1010 miejsc; Galeria Wisła; ul. Wyszogrodzka[30]
- Novekino Przedwiośnie – 4 sale, 823 miejsca; ul. Tumska[31]
- Kino za rogiem – 1 sala, 30 miejsc; ul. Jakubowskiego[32]

### Galerie handlowe
- Galeria Wisła – 120 sklepów, restauracje, kino, kręgle; ul. Wyszogrodzka 144
- Galeria Mazovia – 110 sklepów, restauracje, klub muzyczny, klub fitness; ul. Wyszogrodzka 127
- Atrium Mosty – 50 sklepów, restauracje, klub fitness; ul. Tysiąclecia 2a
- Galeria Tayger – 70 sklepów; ul. Królewiecka 2

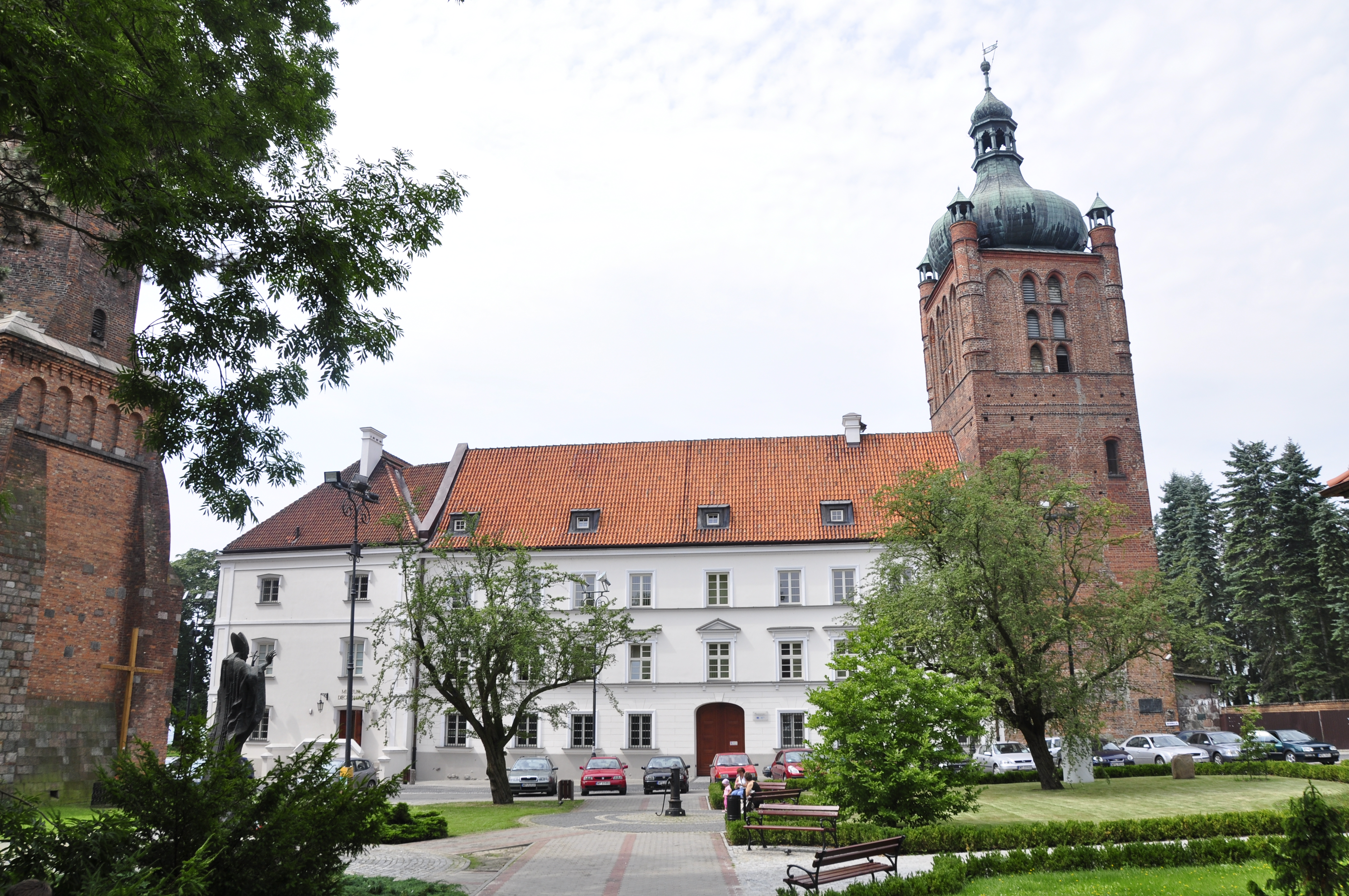
Zamek książęcy, następnie (od XVI) Klasztor Benedyktynów obecnie Muzeum Diecezjalne

### Centra handlowe
- CH Auchan – ul. Wyszogrodzka 140
- CH TSS – ul. Nowy Rynek 5
- CH Graniczna – 4 sklepy (Media Expert, Biedronka, Decathlon, Leroy Merlin); Trasa ks. J. Popiełuszki 2, 4, 6

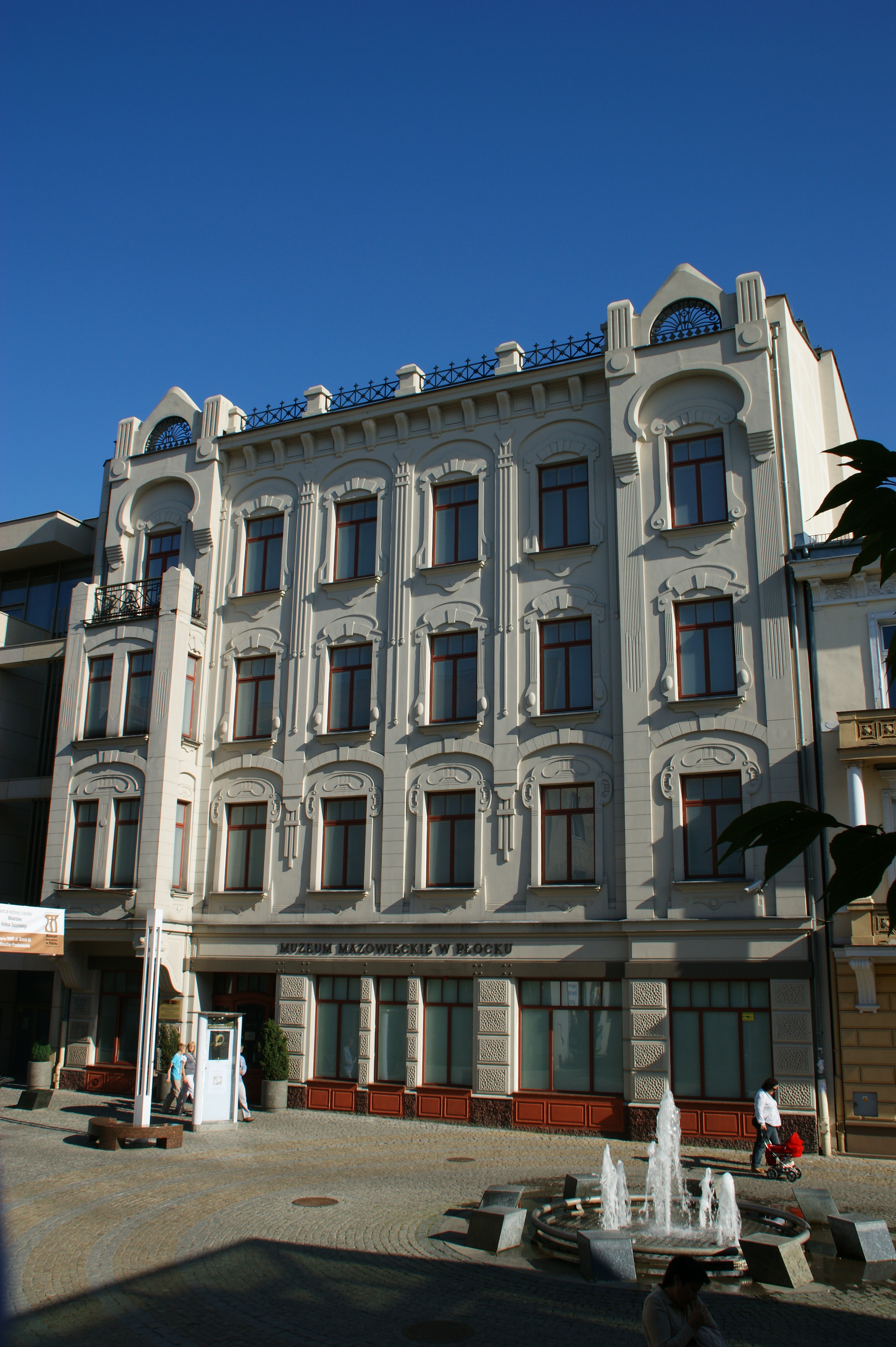
Dom, kamienica secesyjna (1915–1918), ob. Muzeum Mazowieckie, ul. Tumska

### Muzea
- Muzeum Diecezjalne
- Muzeum Małachowianki
- Muzeum Mazowieckie
- Muzeum św. Faustyny
- Muzeum Wisły Płock[33]
- Muzeum Żydów Mazowieckich

### Media lokalne
- Gazeta Wyborcza[34]
- Portal Płock[35]
- PetroNews[36]
- Tygodnik Płocki[37]
- ePłock.pl[38]
- Dziennik Płocki[39]

#### Telewizja
- TV Mazowsze – program lokalny w sieci kablowej Multimedia Polska
- TVP3 Warszawa oddział w Płocku
- Info Płock TV

#### Radio
- Katolickie Radio Diecezji Płockiej – 104,3 FM
- Radio dla Ciebie Płock – 101,9 FM
- Radio Eska Płock – 95,2 FM
- Radio VOX FM Płock – 90,4 FM
- Radio Tok FM Płock – 101,2 MHz
- Radio Płock FM – 88,1 FM
- Radio RMF Classic Płock – 93,1 FM
- Polskie Radio 24 – 99,7 FM

7 czerwca 1991 roku, w dniu wizyty Jana Pawła II w Płocku, uruchomiono pierwsze radio katolickie – Katolickie Radio Płock, nadające swój program na częstotliwości 104,3 MHz. Siedziba radia mieściła się przy ulicy Kazimierza Wielkiego 5. 23 czerwca 2014 roku Katolickie Radio Płock połączyło się z Katolickim Radiem Ciechanów, tworząc jedną rozgłośnię – Katolickie Radio Diecezji Płockiej.

#### Prasa
- Express Płocki
- PetroNews[40] (bezpłatna)
- Gazeta Wyborcza Płock
- Gazeta Zadzwoń
- Gość Niedzielny – edycja płocka
- Tygodnik Płocki
- Zakładowa gazeta ORLEN Ekspres (wcześniej Petro-Echo) istniejąca od 1963 r.

### Archiwa

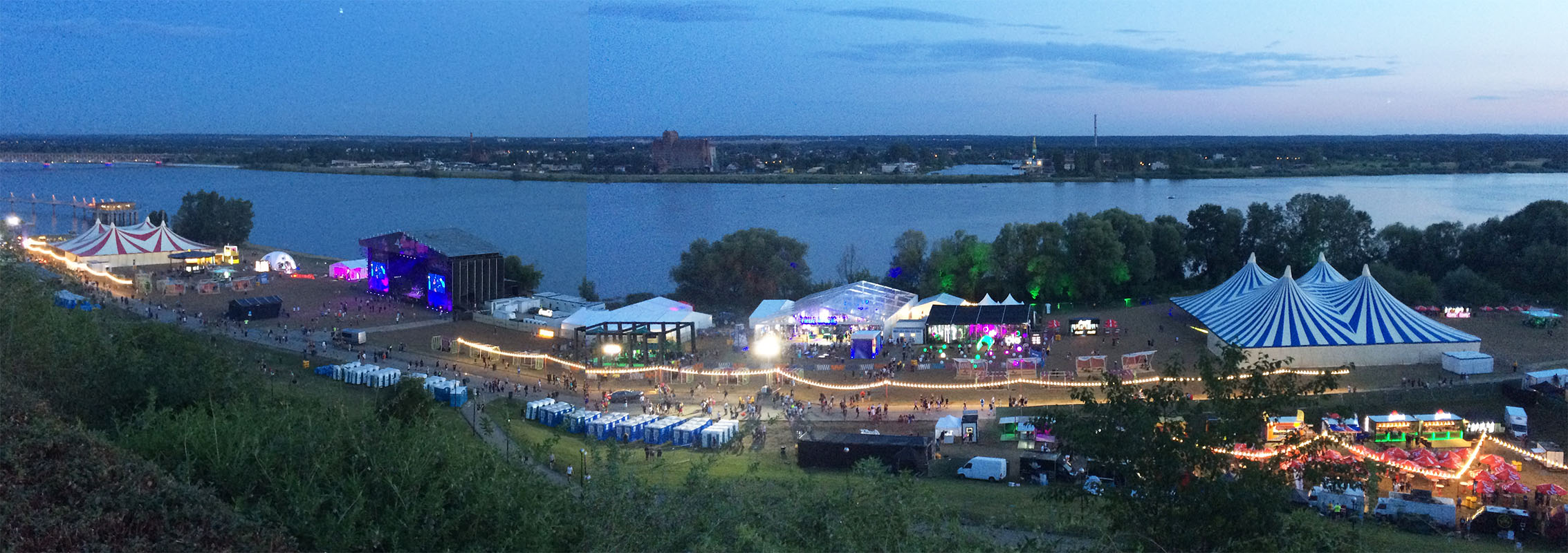
Festiwal Audioriver 2019

- Archiwum Diecezjalne
- Archiwum Państwowe

### Muzyka
Od 2006 do 2023 roku w Płocku organizowany był międzynarodowy festiwal muzyki elektronicznej Audioriver, który w 2023 roku gościł prawie 20 tysięcy osób.
Dorocznie odbywa się także festiwal muzyki rap Polish Hip-Hop Festival.

## Gospodarka
W dobie Polskiej Rzeczypospolitej Ludowej nastąpił gwałtowny rozwój społeczno-gospodarczy Płocka. W 1945 powstało Płockie Przedsiębiorstwo Robót Mostowych (które wykonało np. most Łazienkowski w Warszawie), od 1964 roku Mazowieckie Zakłady Rafineryjne i Petrochemiczne, Fabryka Maszyn Żniwnych produkująca m.in. kombajn „Bizon” (założona w 1870), Płocka Stocznia Rzeczna – największy w Polsce zakład produkujący tabor rzeczny dla żeglugi śródlądowej i inne. W mieście w tym okresie w przemyśle zatrudnionych było 38% ogółu zatrudnionych. Po transformacji ustrojowej część zakładów postawiona została w stan upadłości.
W końcu stycznia 2012 r. liczba zarejestrowanych bezrobotnych w Płocku obejmowała ok. 8,5 tys. mieszkańców, co stanowi stopę bezrobocia na poziomie 12,5% do aktywnych zawodowo. W końcu stycznia 2023 liczba zarejestrowanych bezrobotnych w Płocku obejmowała ok. 3,7 tys. mieszkańców, co stanowi stopę bezrobocia na poziomie 6%.
W 2013 r. wydatki budżetu samorządu Płocka wynosiły 731,89 mln zł, a dochody budżetu 685,08 mln zł. Zadłużenie (dług publiczny) samorządu wynosiło 389,0 mln zł (koniec 2013), co stanowiło 56,8% wysokości wykonywanych dochodów.
7 września 2015 wmurowano kamień węgielny pod budowę największej w kraju elektrociepłowni, która realizowana ma być wspólnie przez PKN Orlen oraz Siemensa. Nowy obiekt ma w całości pokryć zapotrzebowanie Orlen na energię elektryczną i parę technologiczną, a stosowanym paliwem ma być gaz ziemny.

## Ochrona zdrowia
Na terenie miasta działają dwa szpitale – wojewódzki państwowy, miejski prywatny oraz Poliklinika MSWiA
- Wojewódzki Szpital Zespolony przy ul. Medycznej 19
- Szpital Miejski Świętej Trójcy przy ul. Kościuszki 28
- Poliklinika MSWiA przy ul. Sportowej 2[50]

## Edukacja
- 27 przedszkoli
- 16 szkół podstawowych
- 34 szkoły ponadpodstawowe
- szkoły wyższe:

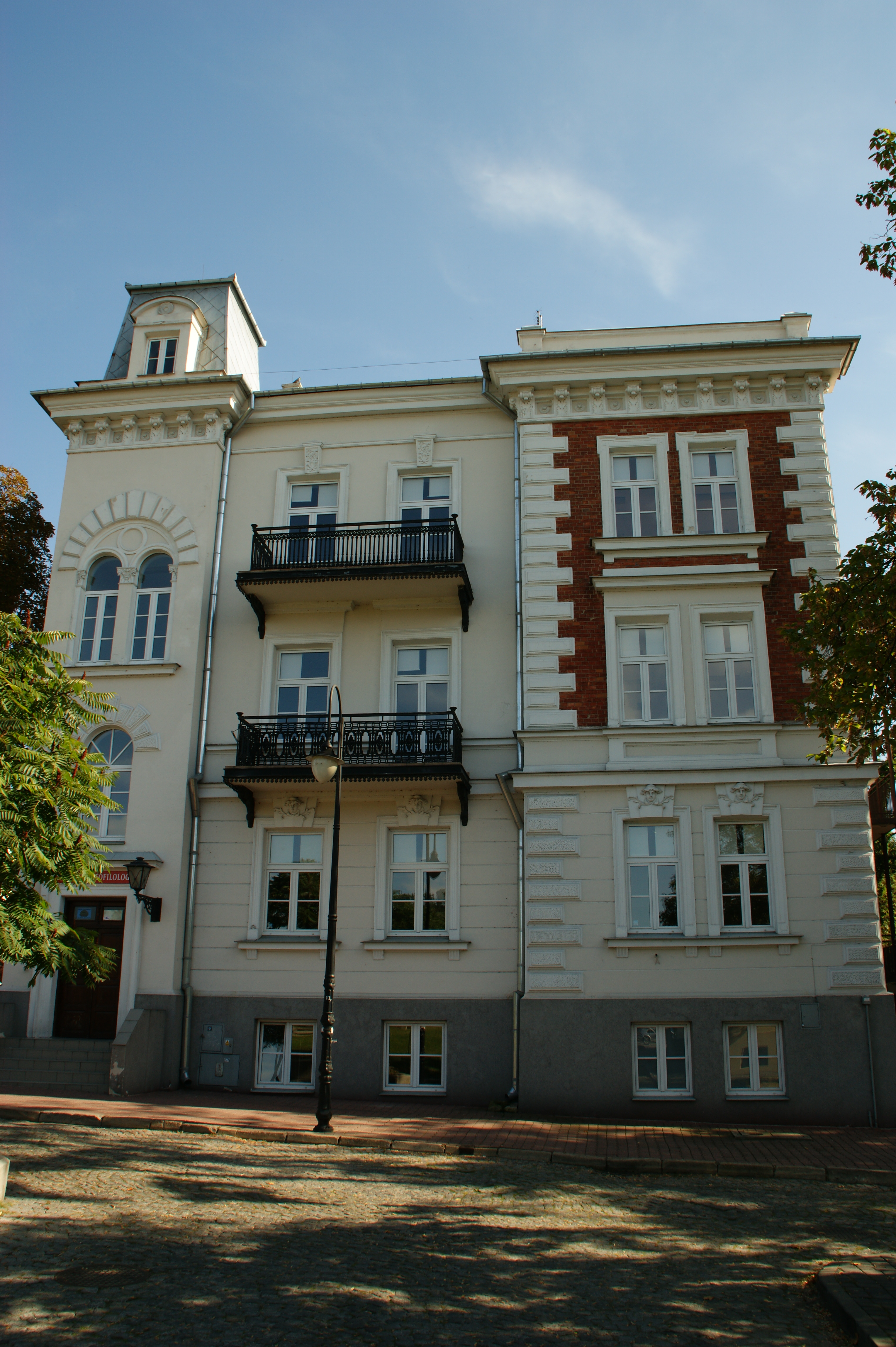
Akademickie Liceum Ogólnokształcące przy Akademii Mazowieckiej w Płocku przy ul. Kościuszki 20

  - Politechnika Warszawska – Filia w Płocku
  - Akademia Mazowiecka w Płocku
  - Szkoła Wyższa im. Pawła Włodkowica
  - Uniwersytet Kardynała Stefana Wyszyńskiego – Punkt Konsultacyjny
  - Wyższe Seminarium Duchowne

W mieście znajduje się również Płocki Uniwersytet Ludowy.

## Wspólnoty wyznaniowe
Płock jest stolicą powstałej w 1075 rzymskokatolickiej diecezji płockiej oraz siedzibą władz Kościoła Starokatolickiego Mariawitów i stolicą mariawickiej diecezji warszawsko-płockiej. Płockie parafie rzymskokatolickie są podzielone pomiędzy trzy dekanaty: płocki wschodni, zachodni oraz dekanat gąbiński. W mieście żyje też diaspora Kościoła Katolickiego Mariawitów (odprawiająca adorację ubłagania 6. dnia każdego miesiąca), utrzymująca łączność z parafią w Felicjanowie.
W Płocku działa prawosławna parafia Przemienienia Pańskiego, posiadająca – oprócz cerkwi parafialnej – także kaplicę cmentarną.
Na terenie miasta działa 5 społeczności protestanckich: parafia Kościoła Ewangelicko-Augsburskiego oraz zbory Kościoła Adwentystów Dnia Siódmego, Kościoła Chrystusowego w RP, Kościoła Chrześcijańskiego „Jezus Żyje” i Federacji Apostolskiej „Obóz Boży” (Kościół „Jezus jest Panem”), a także 3 zbory Świadków Jehowy z Salami Królestwa.

### Świątynie

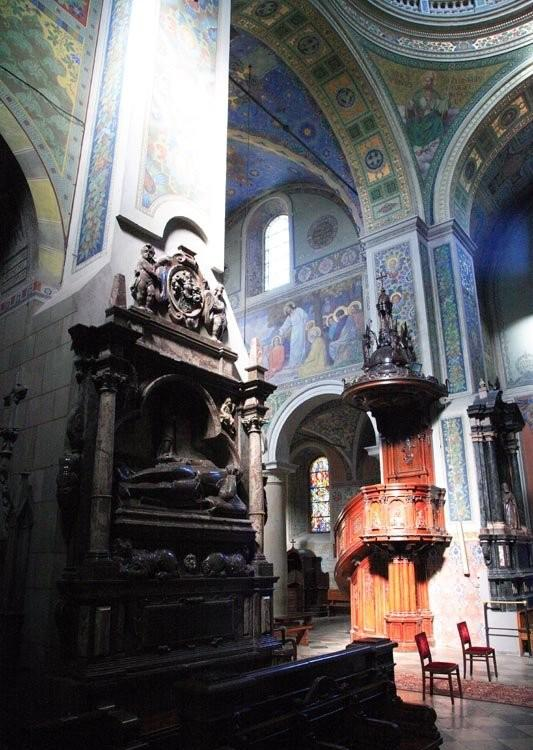
Wnętrze Bazyliki katedralnej

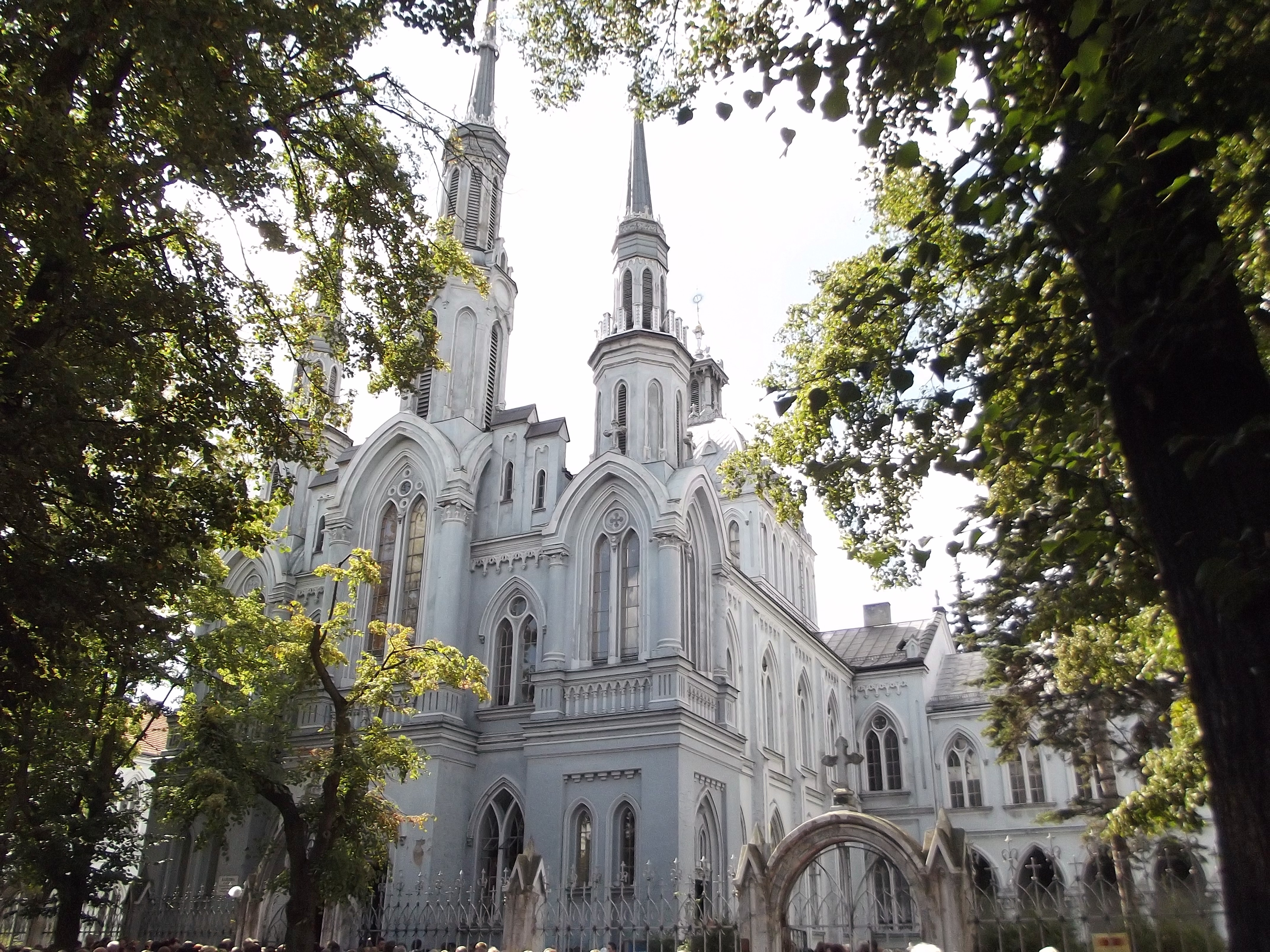
Katedra Mariawicka

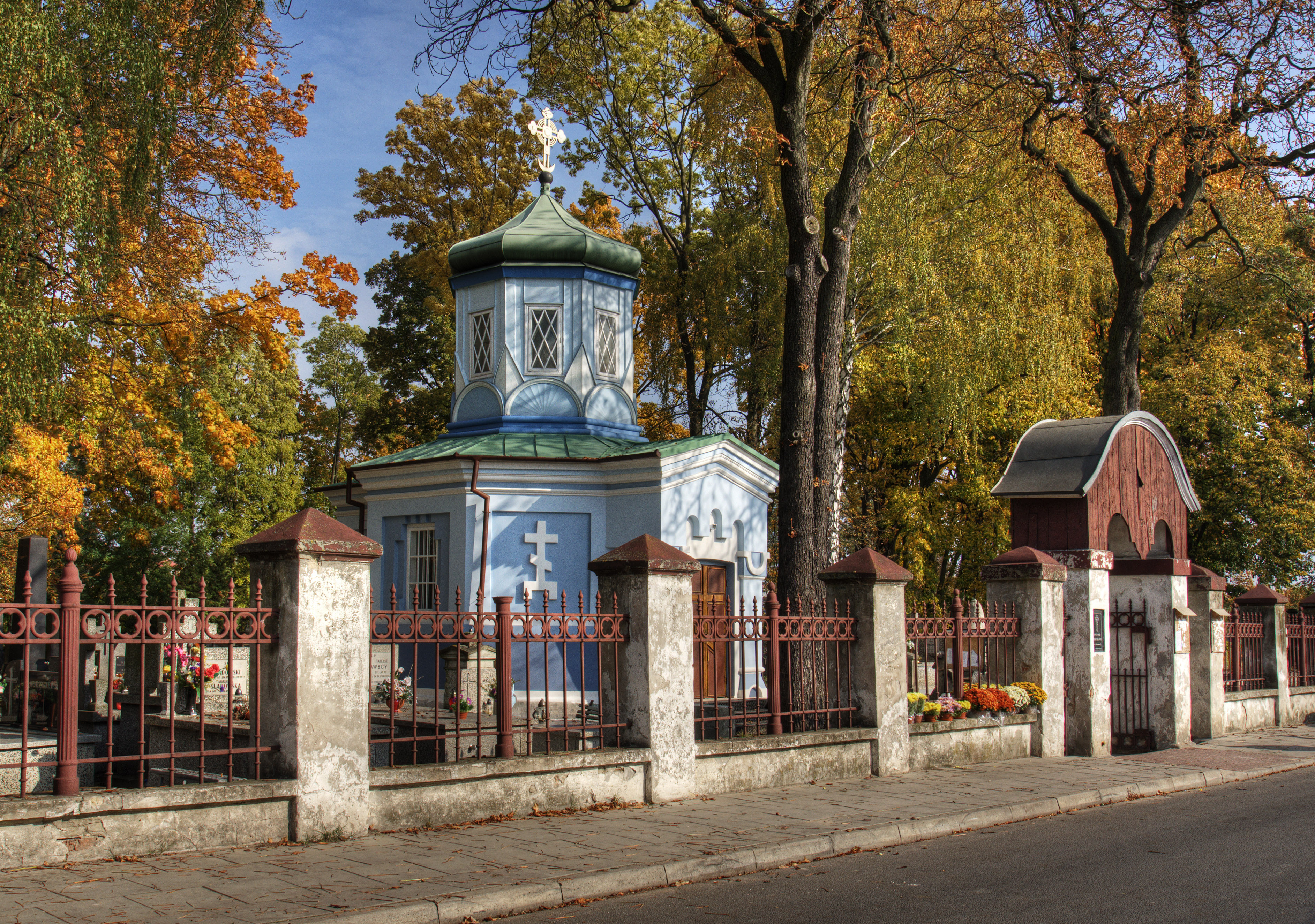
Prawosławna kaplica cmentarna św. Michała Archanioła

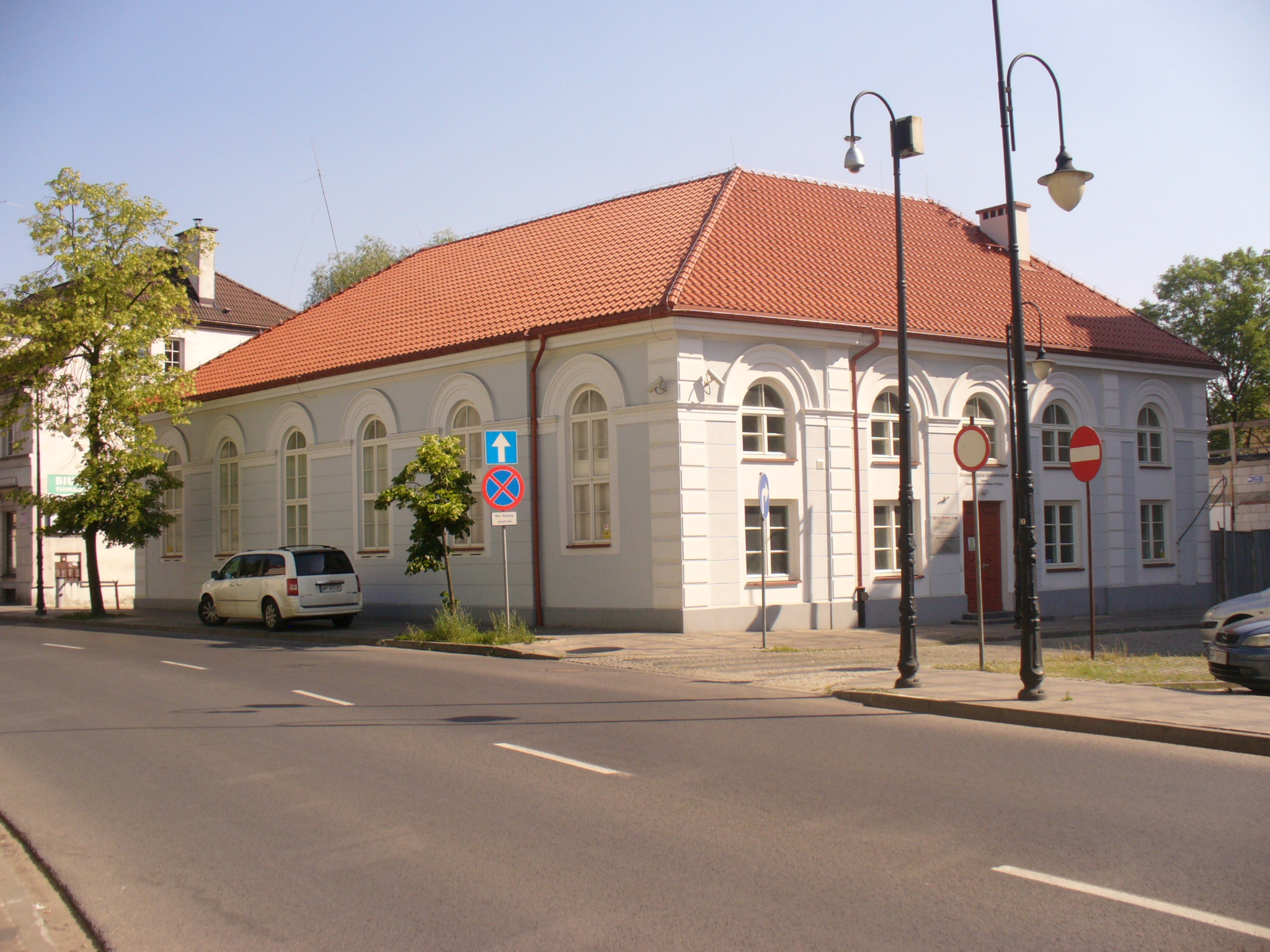
Synagoga tzw. Mała Bożnica

#### Zabytkowe
rzymskokatolickie
- bazylika katedralna pw. Wniebowzięcia NMP (Stare Miasto)
- kościół kolegiacki św. Bartłomieja (Stare Miasto)
- kościół św. Aleksego (Trzepowo)
- kościół św. Jana Chrzciciela (Stare Miasto)
- kościół św. Dominika (Kolegialna)
- kościół Najświętszego Serca Pana Jezusa (Imielnica)
- kościół św. Benedykta (Radziwie)
- kaplica na Cmentarzu Miejskim (Stare Miasto)

mariawickie
- świątynia Miłosierdzia i Miłości (Stare Miasto)

judaistyczne
- Mała Bożnica – Muzeum Żydów Mazowieckich (Stare Miasto)

prawosławne
- kaplica św. Michała Archanioła (Wyszogrodzka) – cmentarna

#### Pozostałe
rzymskokatolickie
- Sanktuarium Miłosierdzia Bożego (Stare Miasto)
- kościół Ducha Świętego (Skarpa)[58]
- kościół Matki Boskiej Częstochowskiej (Łukasiewicza)
- kościół Matki Boskiej Fatimskiej (Międzytorze)
- kościół Miłosierdzia Bożego (Wyszogrodzka)
- kościół św. Krzyża (Podolszyce Północ)
- kościół św. Stanisława Kostki (Dworcowa)
- kościół św. Wojciecha (Podolszyce Południe)
- kościół św. Maksymiliana Kolbego (Ciechomice)

ewangeliczne
- kaplica Kościoła Chrystusowego w RP (Stare Miasto)

ewangelickie
- kaplica ewangelicka (Stare Miasto)

prawosławne
- cerkiew Przemienienia Pańskiego (Kolegialna) – parafialna

### Cmentarze
rzymskokatolickie
- Cmentarz „Stary”
- Cmentarz Miejski
- Cmentarz Komunalny
- Cmentarz na Radziwiu
- Cmentarz w Ciechomicach
- Cmentarz w Ośnicy (os. Borowiczki)
- Cmentarz w Imielnicy
- Cmentarz w Trzepowie
- Cmentarze przykościelne w Płocku (nieistniejące)

ewangelickie
- Cmentarze ewangelickie w Płocku

żydowskie
- Stary cmentarz żydowski w Płocku
- Nowy cmentarz żydowski w Płocku

mariawickie
- Cmentarz mariawicki na Cholerce (os. Wyszogrodzka)

prawosławne
- Cmentarz prawosławny w Płocku

wojskowe
- Cmentarz Garnizonowy

### Buddyzm
- Buddyjski Związek Diamentowej Drogi Linii Karma Kagyu:
  - ośrodek w Płocku[59]
- Szkoła Zen Kwan Um w Polsce:
  - Płocka Grupa Zen[60]

## Transport

### Kolejowy
Historia kolei w Płocku sięga lat 20. XX wieku. 15 stycznia 1922 otwarto 46 km 1-torowy odcinek Kutno – Płock Radziwie. 19 listopada 1934 uruchomiono 35 km 1-torowy odcinek Płock – Sierpc. W grudniu 1938 dobudowano brakujący 6,5 km odcinek Płock – Płock Radziwie dzięki powstałemu na Wiśle mostowi. Obecnie linia kolejowa nr 33 Kutno – Brodnica łączy miasto z węzłami w Kutnie i Sierpcu. W mieście znajduje się dworzec kolejowy i stacja Płock Radziwie. Linie kolejowe dochodzą również do kilku zakładów przemysłowych (m.in. do stoczni rzecznej, Fabryki Maszyn Żniwnych, Orlen). Z Płocka odjeżdża pociąg do Warszawy Wschodniej, Katowic, Gdyni, Sierpca oraz Kutna. Płock obsługują Koleje Mazowieckie i PKP Intercity. Część połączeń jest obsługiwana przez szynobusy.

### Lotniczy
Istnieją plany przebudowy sportowego lotniska Aeroklubu Ziemi Mazowieckiej na cywilny port lotniczy, który mogłby obsługiwać loty regionalne.
W 2014 przy ul. Medycznej oddano do użytku sanitarne lądowisko dla helikopterów.

### Drogowy
W 2012 roku w Płocku zarejestrowanych było 103 332 pojazdów (20 maja).
W Płocku krzyżują się 2 drogi krajowe:
- dk nr 60: Łęczyca – Kutno – Płock – Ciechanów – Ostrów Mazowiecka
- dk nr 62: Strzelno – Włocławek – Płock – Wyszków – Sokołów Podlaski – Siemiatycze

W mieście początek mają 4 drogi wojewódzkie:
- dw nr 559 – do Lipna
- dw nr 562 – do Szpetala Górnego
- dw nr 567 – do Góry
- dw nr 575 – do Kazunia Nowego

Około 40 km na południe od miasta, na drodze krajowej nr 60, między Gostyninem a Kutnem – w miejscowości Sójki zlokalizowany jest węzeł autostradowy „Kutno-Północ” umożliwiający wjazd na autostradę A1. Natomiast na północ od Płocka, na obszarze gminy Bielsk, przebiegać ma planowana droga ekspresowa S10.

### Komunikacja miejska

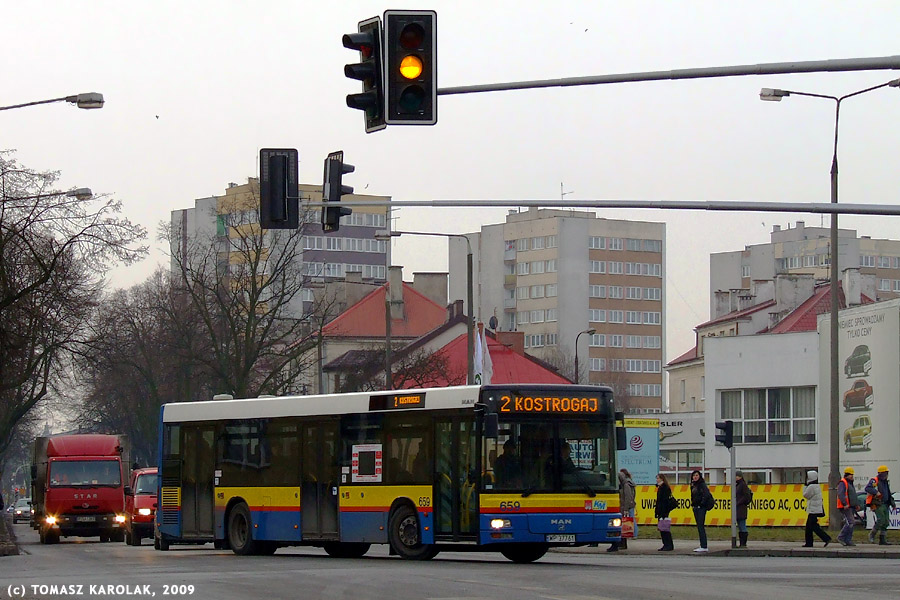
MAN NL283 z KM Płock

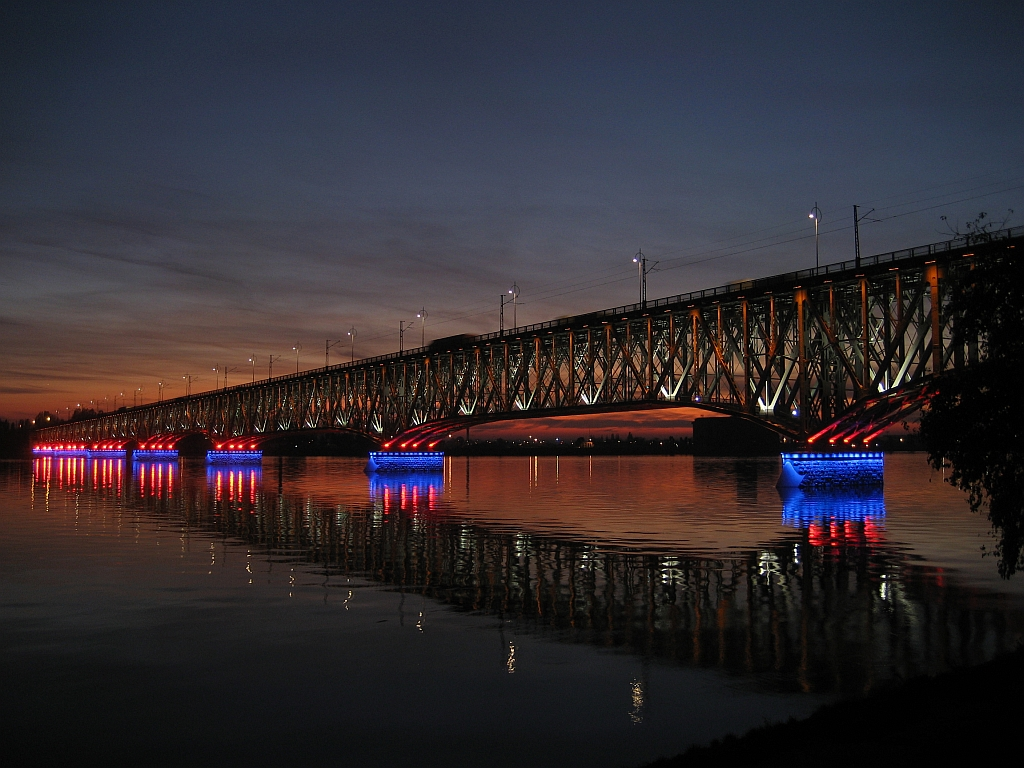
Most im. Legionów Piłsudskiego w Płocku

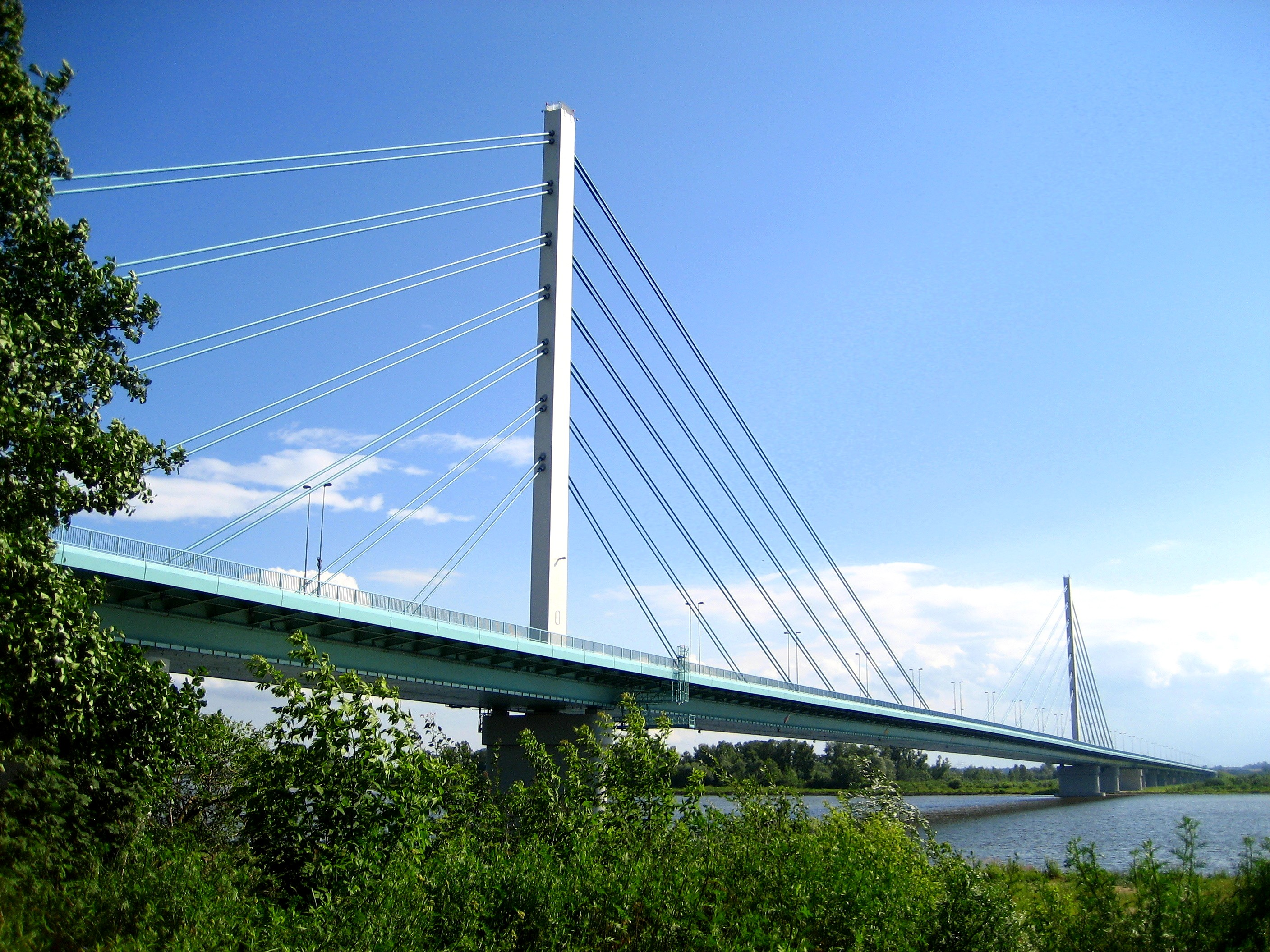
Most Solidarności w Płocku

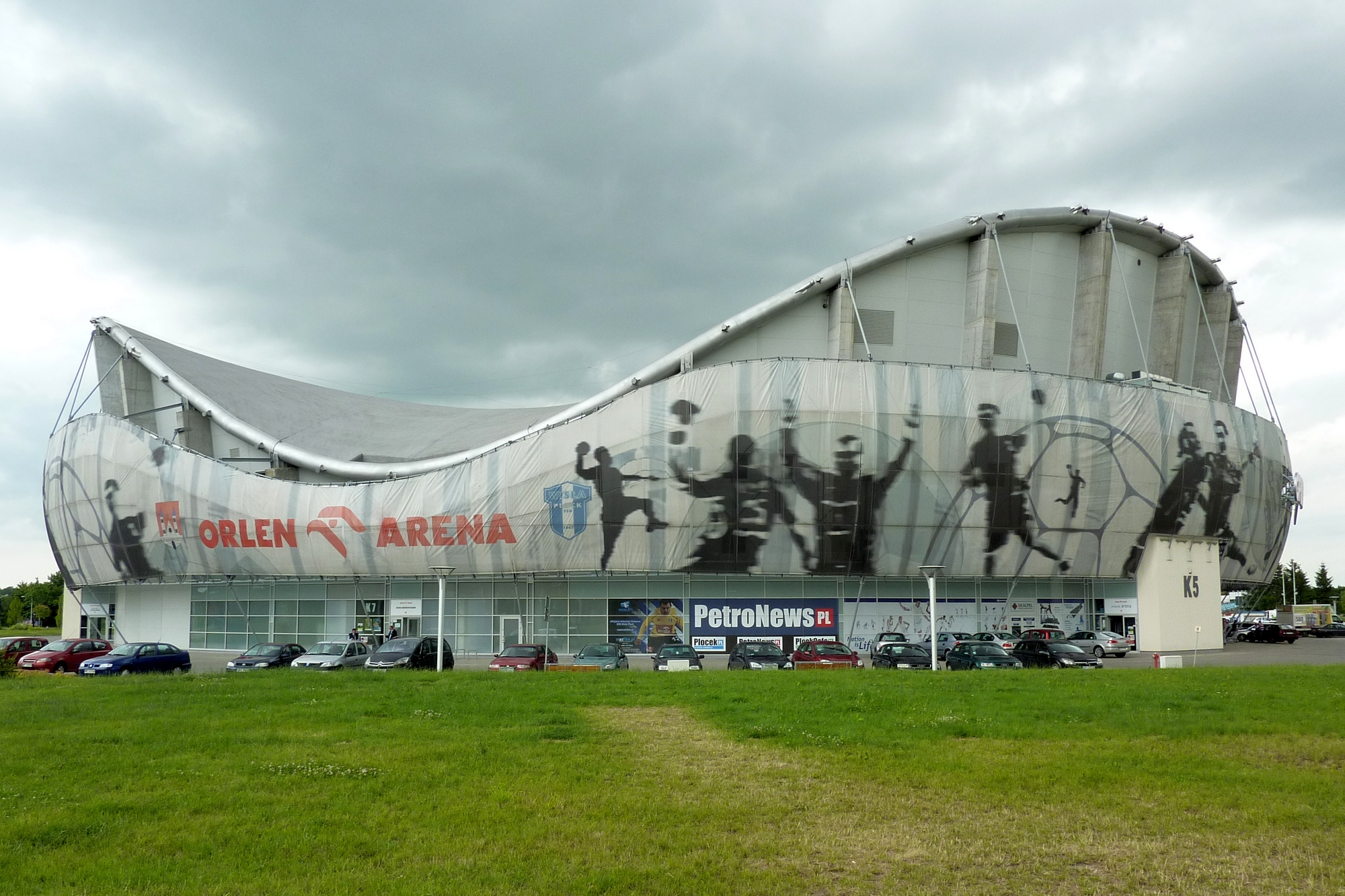
Orlen Arena

#### Autobusy
Komunikacja Miejska Płock jest największą firmą świadczącą usługi przewozowe w mieście. Obsługuje 32 linie autobusowe miejskie i podmiejskie.

#### Tramwaje
W grudniu 2007 Urząd Miasta Płocka zdecydował się na zlecenie opracowania studium wykonalności linii tramwajowej w mieście. Pierwszy płocki tramwaj miał ruszyć w 2013 roku z ulicy Harcerskiej do Wojewódzkiego Szpitala Zespolonego. Po przeprowadzeniu wyborów samorządowych w listopadzie 2010 nowe władze zapowiedziały wycofanie się z realizacji inwestycji.

### Mosty
W Płocku przez Wisłę poprowadzone są 2 mosty: most im. Legionów Piłsudskiego oraz most Solidarności. W mieście zbudowane są także mosty przez mniejsze cieki wodne: 3 przez Brzeźnicę, 2 przez Rosicę, 2 przez Słupiankę.

## Sport

### Piłka nożna
- Wisła Płock (zał. 1947 r., zdobywca Pucharu Polski i Superpucharu Polski) – I liga
- Wisła II Płock – IV liga
- Stoczniowiec Płock (zał. 1949 r.) – liga okręgowa
- SKS 70 Płock – Klasa B
- Królewscy Płock (zał. 2012 r.) – kobieca drużyna piłkarska.

### Piłka ręczna
- Orlen Wisła Płock (zał. 1947 r.) – 8-krotny Mistrz Polski (1995, 2002, 2004, 2005, 2006, 2008, 2011,2024); 13-krotny zdobywca Pucharu Polski (1992, 1995, 1996, 1997, 1998, 1999, 2001, 2005, 2007, 2008, 2022, 2023, 2024); finalista Final 4 EHF European League (2022). Wisła Płock jest jednym z najbardziej utytułowanych klubów w historii polskiej piłki ręcznej.

- AZS PWSZ Jutrzenka Płock
- MUKS 21 Płock

### Piłka siatkowa
- Wisła Płock Stowarzyszenie Piłki Siatkowej (zał.2006 r.) – kobieca siatkówka
- KPS Płock

### Pozostałe
- Masovia Płock (zał. 1937 r.) – ekstraklasa badmintona
- Mustangs Płock (zał. 2006 r.) – II liga polska w futbolu amerykańskim
- Medyk Płock, Mon-Pol Płock, ZetGieBe Płock – koszykówka
- MUKS Płock, MLKL Płock – lekkoatletyka
- Aeroklub Ziemi Mazowieckiej – szybownictwo, sekcja modelarska
- Alumn Płock – tenis stołowy
- Płockie Towarzystwo Wioślarskie (zał. 1882 r.; zarazem najstarszy klub sportowy w mieście) – wioślarstwo
- Klub Żeglarski Petrochemia Płock – żeglarstwo
- MZOS Płock, PSP SWIM Płock – pływanie
- Flyons Płock – ultimate frisbee

## Administracja i polityka
Płock jest miastem na prawach powiatu. Miasto jest siedzibą starostwa powiatu płockiego oraz wielu urzędów lokalnych i instytucji publicznych.

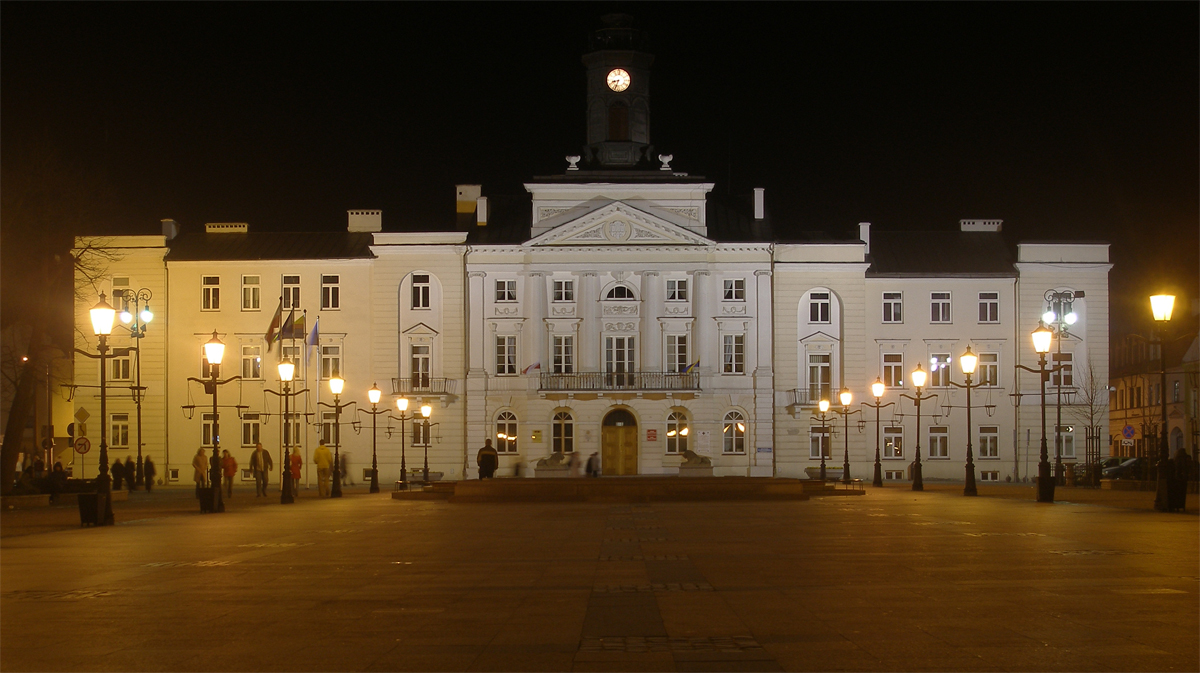
Ratusz płocki nocą

Płock podzielony jest na 23 osiedla (21 osiedli mieszkaniowych oraz 2 niezamieszkane osiedla przemysłowe). Osiedla stanowią oficjalny, prawny podział administracyjny miasta. Są zgodnie z art. 5 ustawy o samorządzie gminnym z dnia 8 marca 1990 r. jednostkami pomocniczymi gminy.
Miasto należy do następujących okręgów wyborczych:
- okręg wyborczy nr 16 w wyborach do Sejmu RP
- okręg wyborczy nr 38 w wyborach do Senatu RP od 2011
- okręg wyborczy nr 5 w wyborach do Parlamentu Europejskiego

W latach 2001–2011 miasto należało do okręgu wyborczego nr 15 w wyborach do Senatu RP.

### Rada Miasta
| Ugrupowanie                       | Kadencja 2002–2006 | Kadencja 2006–2010 | Kadencja 2010–2014 | Kadencja 2014–2018   | Kadencja 2018–2023 | Kadencja 2024-2029           |
| --------------------------------- | ------------------ | ------------------ | ------------------ | -------------------- | ------------------ | ---------------------------- |
| Sojusz Lewicy Demokratycznej      | 12 (SLD-UP)        | 6 (LiD)            | 5                  | 2 (SLD Lewica Razem) | –                  | –                            |
| Samoobrona                        | 3                  | –                  | –                  | –                    | –                  | –                            |
| Nasze Miasto Płock                | 3                  | 4                  | 1                  | –                    | –                  | –                            |
| Wiedza i Doświadczenie dla Płocka | 1                  | –                  | –                  | –                    | –                  | –                            |
| Prawo i Sprawiedliwość            | 6                  | 8                  | 9                  | 10                   | 11                 | 8                            |
| Polskie Stronnictwo Ludowe        | –                  | 2                  | 1                  | 4                    | 4                  | 5 (Trzecia Droga PSL-PL2050) |
| Platforma Obywatelska             | –                  | 5                  | 7                  | 9                    | –                  | –                            |
| Nasz Kraj                         | –                  | –                  | 2                  | –                    | –                  | –                            |
| Koalicja Obywatelska              | –                  | –                  | –                  | –                    | 10                 | 12                           |

## Osoby związane z Płockiem

### Honorowi Obywatele Miasta[71]
- Józef Piłsudski (1921)
- Ignacy Mościcki (1929)
- Antoni Julian Nowowiejski (1931)
- Wacław Lachman (1934)
- Edward Rydz-Śmigły (1938)
- Władysław Broniewski (1950)
- Marcin Kacprzak (1964)
- Franciszek Tekliński (1978)
- Mira Zimińska-Sygietyńska (1985)
- Karl Dedecius (1996)
- Kazimierz Górski (2004)
- Stanisław Wielgus (2006)
- Stanley Podzieliński (2007)
- Janina Fetlińska (2010)
- Jolanta Szymanek-Deresz (2010)
- Tadeusz Mazowiecki (2011)
- Konrad Jaskóła (2018)[72]

### Płocczanie roku
- Anna i Wiktor Bramscy – 2000
- Anna Kalaszczyńska-Kikiewicz – 2001
- Bogusław Osiecki – 2002
- Tomasz Korga – 2003
- ks. Wojciech Góralski – 2004
- Andrzej Drzewiecki, Włodzimierz Figatowski – 2005
- Halina i Stanisław Płuciennikowie – 2006
- Marek Gajewski – 2007
- Wiesław Chrobot – 2008
- Grzegorz Stellak – 2009
- Renata Nych – 2010
- Hanna Witt-Paszta – 2011
- Maciej Kulas – 2012
- Paweł Śliwiński – 2013
- Aleksandra Podwójci – 2014
- ks. Stefan Cegłowski – 2015
- Beata Olszewska, Janusz Kempa z zespołem uczniów Liceum Ogólnokształcącego im. Marszałka Stanisława Małachowskiego – 2016[73]
- Joanna Banasiak – 2017[74]
- Paweł Mieszkowicz – 2018[75]
- Marcin Siwek – 2019[76]
- Piotr Gryszpanowicz – 2020[77]
- Leonard Sobieraj – 2021[78]
- Maciej Słodki – 2022[79]
- 2023 - Nie wybrano
- Michał Wyrębkowski - 2024[80]

## Kontakty międzynarodowe
29 czerwca 2004 roku Instytut ONZ do spraw Badań i Szkoleń otworzył w Płocku centrum szkoleń CIFAL. Zajmuje się ono szkoleniem samorządowców z Europy Środkowej i Wschodniej. Jest to jedno z jedenastu podobnych centrów na całym świecie.
Za aktywną współpracę międzynarodową miasto otrzymało flagę Rady Europy.

## Współpraca międzynarodowa
Miasta i gminy partnerskie:
- Auxerre (2000)
- Bielce (2000)
- Darmstadt (1988)
- Forlì (1998)
- Fort Wayne (1990)
- Huai’an (2010)
- Loznica (1972)
- Możejki (1994)
- Mytiszczi (2006–2022; zawieszono w związku z agresją Rosji na Ukrainę)
- Nowopołock[84] (1996-2022; zawieszono w związku z agresją Rosji na Ukrainę)
- Thurrock (2004)
- Plewen (2011)
- Żytomierz (2013)
- Rustawi (2016)
- Sines (2023)

## Sąsiednie gminy
- Nowy Duninów
- Stara Biała
- Radzanowo
- Słupno
- Gąbin
- Łąck